# Transports en commun de Douai
Évéole est le réseau de transports en commun de l'agglomération de Douai qui dessert les 35 communes de Douaisis Agglo, les 20 communes de la communauté de communes Cœur d'Ostrevent et la commune d'Aubencheul-au-Bac situées dans le département du Nord, ainsi que les communes de Leforest et de Tortequesne dans le département du Pas-de-Calais, en région Hauts-de-France.
Le réseau est organisé par le Syndicat Mixte des Transports du Douaisis (SMTD), l'exploitation a été confié à la Société de Transports de l'Arrondissement de Douai (STAD).
Au 1er janvier 2023, le réseau est composé d'une ligne de bus à haut niveau de service (BHNS), la ligne A, de 16 lignes de bus régulières, d'une navette de centre-ville appelée Binbin, de 22 lignes de transport à la demande et de circuits scolaires.

## Histoire
En 1977, le Syndicat Intercommunal des Transports Publics de la région de Douai (SITPRD) est créé. Il regroupe 17 communes : Aniche, Auberchicourt, Cuincy, Dechy, Douai, Écaillon, Erchin, Flers-en-Escrebieux, Guesnain, Lambres-lez-Douai, Lewarde, Masny, Pecquencourt, Raimbeaucourt, Roucourt, Sin-le-Noble, Waziers. Ce syndicat a pour mission d'organiser et de développer les transports en commun.
En 1984, les communes de Bruille-lez-Marchiennes, Roost-Warendin et Émerchicourt rejoignent le SITPRD.
En 1995, la commune de Lallaing rejoint à son tour le syndicat, suivie par la commune de Loffre en 1996 et par Esquerchin, Lauwin-Planque et Monchecourt en 1997.
Afin de traduire l'élargissement de ses compétences à l'étude d'aménagements urbains, le SITPRD devient le Syndicat d'Étude, d'Aménagement, d'Organisation et de Gestion des Transports Collectifs et des Déplacements (SEAOGTCD) en 1999.
En 2002, la communauté d'agglomération du Douaisis adhère au SEAOGTCD qui, par la même occasion, simplifie son nom pour devenir le Syndicat Mixte des Transports du Douaisis (SMTD).
Le 1er juillet 2004, le SMTD devient l'exploitant du réseau de transports en commun par le biais d'une régie directe, une situation unique en France.

### Création deÉvéole
Le 8 février 2010, après de nombreux déboires, la ligne A du bus à haut niveau de service de Douai est mise en service. Le réseau auparavant appelé Le TUB du Douaisis change de nom pour devenir Évéole.

### Restructuration de 2012
Une réorganisation majeure du réseau Évéole a eu lieu le 27 août 2012.
Le service de la ligne A a été fortement amélioré avec une fréquence constante de 10 minutes en heures de pointe et 12 minutes en heures creuses. Les Philéas ont alors arboré une nouvelle livrée.
En ce qui concerne les autres lignes, les lignes 2 et 4 fusionnent afin de former la ligne 2 desservant le lycée Élisa Lemonnier et le centre-ville de Douai. La ligne 3 est prolongé jusqu'à Pecquencourt. La ligne 12 retrouve son ancien itinéraire avec un lien direct vers le lycée Rimbaud, la zone du Luc et le centre hospitalier. Une nouvelle ligne, la ligne 17 est créée reliant Anhiers et l'usine Renault de Douai via Waziers, Douai et Cuincy.
La réorganisation du réseau a permis un maillage plus fort du territoire avec la création de 37 nouveaux arrêts.
En outre, le prix du titre unitaire passe de 1,30 € à 1,35 €. L'abonnement mensuel -26 ans est abaissé à 29 €.

### Création de la STAD
À cause de nombreuses difficultés juridiques et financières dues au mode d'exploitation du réseau, les élus du SMTD entérinent, en octobre 2012, la création d'une société publique locale afin de lui confier l'exploitation du réseau. La Société de Transports de l'Agglomération de Douai (STAD) est ainsi créée le 6 décembre 2012. Le 1er février 2013, l'exploitation du réseau Évéole est confiée à la STAD. Cette société est détenue à 81,82 % par le SMTD, à 9,09 % par la communauté d'agglomération du Douaisis et à 9,09 % par la communauté de communes Cœur d'Ostrevent.
Le 13 décembre 2014, après de nombreux déboires avec les Phileas, de nouveaux véhicules, des BHNS (Bus à Haut Niveau de Service) entrent en service sur la ligne A afin de remplacer ces derniers.

### Extension vers l'Arleusis et le Somainois
Le 1er janvier 2019, la commune d'Émerchicourt quitte le SMTD à la suite de son rattachement à la communauté d'agglomération de la Porte du Hainaut.
Au mois de septembre 2019, la communauté de communes Cœur d'Ostrevent adhère au SMTD. Le réseau Évéole est alors étendu sur l'ensemble de son territoire. La région Hauts-de-France rétrocède la desserte de l'Arleusis au SMTD. À cette occasion, quatre nouvelles lignes régulières voient le jour en remplacement des lignes départementales Arc-en-Ciel.
Le 4 janvier 2021, la ligne 2 est prolongée au nord jusqu'à la gare de Leforest dans le département voisin du Pas-de-Calais. Ce prolongement de 2 arrêts, permet une interconnexion avec le réseau TER ainsi qu'avec le réseau TADAO qui dessert principalement Lens, Béthune, Hénin-Beaumont et Bruay-la-Buissière.
Quelques semaines plus tard, le 8 mars, la ligne 8 est absorbée par les lignes 5 et 6. La desserte de Sin-le-Noble et Dechy est reprise par la ligne 5 qui fera son terminus à l'arrêt Iris, elle sera également prolongée à certains horaires vers la zone du Luc. La desserte de Cuincy et Esquerchin est quant à elle reprise par la ligne 6. Un nouveau terminus est créé à Esquerchin, l'arrêt Motte du Moulin, l'offre est également renforcée vers cette commune.

### Mise en place de la gratuité
Le 1er janvier 2022, l'accès au réseau Évéole devient gratuit et devient ainsi le plus important réseau de transport gratuit en termes de population desservie. Une nouvelle ligne est également créée, la ligne 4, reliant le Pôle emploi de Douai situé derrière la gare au centre hospitalier de Douai en desservant le nouvel écoquartier de Sin-le-Noble.
Au cours de l'année 2022, douze bus articulés et deux bus standards circulant au gaz naturel sont déployés sur le réseau. Une station de compression est également installée au dépôt de Guesnain afin de permettre le rechargement de ces véhicules.

## Réseau actuel

### Évéa
| Ligne | Caractéristiques | Caractéristiques                                                         | Caractéristiques                                                         | Caractéristiques                                                         | Caractéristiques                                                         | Caractéristiques                                                         | Caractéristiques                                                         | Caractéristiques                                                         | Caractéristiques                                                         |
| A     | Douai – De Lattre de Tassigny ⥋ Guesnain – Bougival / Aniche – Azincourt | Douai – De Lattre de Tassigny ⥋ Guesnain – Bougival / Aniche – Azincourt | Douai – De Lattre de Tassigny ⥋ Guesnain – Bougival / Aniche – Azincourt | Douai – De Lattre de Tassigny ⥋ Guesnain – Bougival / Aniche – Azincourt | Douai – De Lattre de Tassigny ⥋ Guesnain – Bougival / Aniche – Azincourt | Douai – De Lattre de Tassigny ⥋ Guesnain – Bougival / Aniche – Azincourt | Douai – De Lattre de Tassigny ⥋ Guesnain – Bougival / Aniche – Azincourt | Douai – De Lattre de Tassigny ⥋ Guesnain – Bougival / Aniche – Azincourt | Douai – De Lattre de Tassigny ⥋ Guesnain – Bougival / Aniche – Azincourt |
| ----- | --- | ------------------------------------------------------------------------ | ------------------------------------------------------------------------ | ------------------------------------------------------------------------ | ------------------------------------------------------------------------ | ------------------------------------------------------------------------ | ------------------------------------------------------------------------ | ------------------------------------------------------------------------ | ------------------------------------------------------------------------ |
| A     | Ouverture / Fermeture 8 février 2010 / — | Longueur 18,7 km                                                         | Durée 55-60 min                                                          | Nb. d’arrêts 37                                                          | Matériel Citaro G C2 BHNS                                                | Jours de fonctionnement L, Ma, Me, J, V, S, D                            | Jour / Soir / Nuit / Fêtes O / N / N / O                                 | Voy. / an —                                                              | Exploitant STAD                                                          |
| A     | Desserte : - Communes : Douai – Sin-le-Noble – Dechy – Guesnain – Lewarde – Masny – Écaillon – Auberchicourt – Aniche - Principaux lieux desservis : Piscine Tournesol Beausoleil, École régionale du 1er degré Bateliers & forains, Lycée Polyvalent Élisa Lemonnier, École des Mines de Douai, Université d'Artois – Faculté de droit, Musée de la Chartreuse, Sous-préfecture, Cinéma Majestic, Lycée Jean-Baptiste Corot, Agence de l'Eau Artois – Picardie, Chambre de commerce et de l'industrie Grand Lille, Cité scolaire Albert Châtelet, Gare de Douai, Institution Saint-Jean, Place d'Armes, Centre-ville de Douai, Porte de Valenciennes, Église Notre-Dame de l'Annonciation, Parc Charles Bertin, Cimetière principal de Douai, Gare de Sin-le-Noble, Mairie de Dechy, Collège Paul Langevin, Dépôt STAD, Syndicat Mixte des Transports du Douaisis, Complexe sportif Robert Barran, Cité de la Malmaison de Guesnain, Mairie de Lewarde, Cité du Garage de Masny, Zone industrielle Saint-René, Mairie d'Auberchicourt, Collège Théodore Monod, Salle Pierre de Coubertin, Mairie d'Aniche, Église d'Aniche, Gymnase Léo Lagrange, Lycée professionnel Pierre-Joseph Laurent. |                                                                          |                                                                          |                                                                          |                                                                          |                                                                          |                                                                          |                                                                          |                                                                          |
| A     | Autre : - Amplitude horaire et fréquence : - du lundi au vendredi en période scolaire : de 5 h 25 à 21 h 10 avec un passage toutes les 10 minutes en heures de pointe et toutes les 12 minutes en heures creuses. - samedis scolaires et du lundi au samedi pendant les vacances scolaires : de 5 h 25 à 21 h 10 avec un passage toutes les 16 minutes le matin et toutes les 13 minutes l'après-midi. - dimanches et jours fériés : de 13 h 15 à 20 h 50 avec un passage toutes les 26 minutes. - Particularités : - Un bus sur deux a pour terminus Guesnain – Bougival en semaine. En période scolaire, du lundi au vendredi, tous les bus ont pour terminus Aniche – Azincourt en heures de pointe. - En début de service, tous les bus ont pour origine Guesnain – Éluard. - Date de dernière mise à jour : 8 mai 2023. |                                                                          |                                                                          |                                                                          |                                                                          |                                                                          |                                                                          |                                                                          |                                                                          |
| A     | Dernière actualisation : — |                                                                          |                                                                          |                                                                          |                                                                          |                                                                          |                                                                          |                                                                          |                                                                          |

### Lignes régulières
| Ligne | Caractéristiques | Caractéristiques | Caractéristiques | Caractéristiques | Caractéristiques | Caractéristiques | Caractéristiques | Caractéristiques | Caractéristiques |
| 2     | Leforest – Gare / Auby – Bon Air ⥋ Dechy – Centre Hospitalier / Sin-le-Noble – Lycée | Leforest – Gare / Auby – Bon Air ⥋ Dechy – Centre Hospitalier / Sin-le-Noble – Lycée                                       | Leforest – Gare / Auby – Bon Air ⥋ Dechy – Centre Hospitalier / Sin-le-Noble – Lycée                                       | Leforest – Gare / Auby – Bon Air ⥋ Dechy – Centre Hospitalier / Sin-le-Noble – Lycée                                       | Leforest – Gare / Auby – Bon Air ⥋ Dechy – Centre Hospitalier / Sin-le-Noble – Lycée                                       | Leforest – Gare / Auby – Bon Air ⥋ Dechy – Centre Hospitalier / Sin-le-Noble – Lycée                                       | Leforest – Gare / Auby – Bon Air ⥋ Dechy – Centre Hospitalier / Sin-le-Noble – Lycée                                       | Leforest – Gare / Auby – Bon Air ⥋ Dechy – Centre Hospitalier / Sin-le-Noble – Lycée                                       | Leforest – Gare / Auby – Bon Air ⥋ Dechy – Centre Hospitalier / Sin-le-Noble – Lycée                                       |
| ----- | --- | --- | --- | --- | --- | --- | --- | --- | --- |
| 2     | Ouverture / Fermeture — / — | Longueur 19,8 km | Durée 55 min | Nb. d’arrêts 41 | Matériel Crealis 12 | Jours de fonctionnement L, Ma, Me, J, V, S, D                                                                              | Jour / Soir / Nuit / Fêtes O / N / N / O                                                                                   | Voy. / an — | Exploitant STAD |
| 2     | Desserte : - Communes : Leforest – Auby – Flers-en-Escrebieux – Lauwin-Planque – Cuincy – Douai – Lambres-lez-Douai – Dechy – Sin-le-Noble - Principaux lieux desservis : Gare de Leforest, Stade Aldebert Valette, Mairie d'Auby, Lycée professionnel Ambroise Croizat, Collège Victor Hugo, Cimetière d'Auby, Imprimerie nationale, Centre commercial Carrefour Flers-en-Escrebieux, Stade Fenain, Parc Charles Fenain, Collège Jules Ferry, Piscine Tournesol Beausoleil, École régionale du 1er degré Bateliers et forains, Lycée Polyvalent Élisa Lemonnier, École des Mines de Douai, Université d'Artois – Faculté de droit, Musée de la Chartreuse, Sous-préfecture, Cinéma Majestic, Lycée Jean-Baptiste Corot, Agence de l'Eau Artois – Picardie, Chambre de commerce et de l'industrie Grand Lille, Cité scolaire Albert Châtelet, Gare de Douai, Institution Saint-Jean, Centre-ville de Douai, Zone industrielle du Râquet, Centre aquatique Sourcéane, Centre commercial Auchan Sin-le-Noble, Centre hospitalier de Douai, Lycée Arthur Rimbaud, Complexe sportif Jean Mercier, Écoquartier du Râquet. - Arrêts accessibles aux personnes à mobilité réduite : Leforest – Gare, Auby – République, Flers – Centre Commercial, Hirondelle (direction Dechy), Parc Fenain, Les Pins (direction Dechy), Les Maraîchons (direction Dechy), De Lattre de Tassigny, Lycée Élisa Lemonnier, Sous-Préfecture, Martin du Nord, Lycée Châtelet, Malvaux, Place Carnot, Douai – Gare, Place De Gaulle, Saint-Pol, La Couronne, Sin-le-Noble – Centre Commercial, ZAC, Écopark du Râquet. | | | | | | | | |
| 2     | Autre : - Amplitude horaire et fréquence : - du lundi au vendredi en période scolaire : de 5 h 45 à 20 h 45 avec un passage toutes les 15 minutes. - samedis scolaires et du lundi au samedi pendant les vacances scolaires : de 5 h 45 à 20 h 45 avec un passage toutes les 20 minutes le matin et toutes les 17 minutes l'après-midi. - dimanches et jours fériés : de 14 h 0 à 20 h 0 avec un passage toutes les 60 minutes. - Particularités : - La desserte de Sin-le-Noble – Lycée n'est effectuée qu'à certaines heures uniquement en période scolaire. - La desserte de Leforest – Gare est effectuée à raison d'un bus sur deux en moyenne. - Date de dernière mise à jour : 14 mai 2025. | | | | | | | | |
| 2     | Dernière actualisation : — | | | | | | | | |
| 3     | Douai – Place De Gaulle ⥋ Pecquencourt – Sainte-Marie | Douai – Place De Gaulle ⥋ Pecquencourt – Sainte-Marie                                                                      | Douai – Place De Gaulle ⥋ Pecquencourt – Sainte-Marie                                                                      | Douai – Place De Gaulle ⥋ Pecquencourt – Sainte-Marie                                                                      | Douai – Place De Gaulle ⥋ Pecquencourt – Sainte-Marie                                                                      | Douai – Place De Gaulle ⥋ Pecquencourt – Sainte-Marie                                                                      | Douai – Place De Gaulle ⥋ Pecquencourt – Sainte-Marie                                                                      | Douai – Place De Gaulle ⥋ Pecquencourt – Sainte-Marie                                                                      | Douai – Place De Gaulle ⥋ Pecquencourt – Sainte-Marie                                                                      |
| 3     | Ouverture / Fermeture — / — | Longueur 18,3 km | Durée 45-50 min | Nb. d’arrêts 32 | Matériel Urbino 18 Citaro G C2                                                                                             | Jours de fonctionnement L, Ma, Me, J, V, S, D                                                                              | Jour / Soir / Nuit / Fêtes O / N / N / O                                                                                   | Voy. / an — | Exploitant STAD |
| 3     | Desserte : - Communes : Douai – Waziers – Lallaing – Montigny-en-Ostrevent – Pecquencourt - Principaux lieux desservis : Place d'Armes, Centre-ville de Douai Institution Saint-Jean, Chambre de commerce et de l'industrie Grand Lille, Agence de l'eau Artois – Picardie, Commissariat de Douai, CPAM de Lille – Douai, Banque de France, Centre des finances publiques de Douai, Parc des expositions Gayant Expo, Collège Romain Rolland, Mairie de Waziers, Cimetière de Waziers, Cité Saint-Joseph, Mairie de Lallaing, Collège Joliot-Curie, Complexe sportif Pierre Legrain, Cité du Moucheron, Cité de Montigny, ,Lycée professionnel René Cassin, Mairie de Montigny-en-Ostrevent, Gare de Montigny-en-Ostrevent, Cité Barrois, Collège Maurice Schumann, Cimetière de Pecquencourt, Mairie de Pecquencourt, Cité Lemay, Cité Sainte-Marie, Cité de Pecquencourt. - Arrêts non accessibles aux personnes à mobilité réduite : Arsenal (direction Douai), Gayant Expo, Nouveau Monde (direction Douai), LEP, Montigny-en-Ostrevent – Mairie, Croquet. | | | | | | | | |
| 3     | Autre : - Amplitude horaire et fréquence : - du lundi au samedi en période scolaire : de 5 h 35 à 20 h 30 avec un passage toutes les 25 minutes. - du lundi au samedi pendant les vacances scolaires : de 5 h 35 à 20 h 30 avec un passage toutes les 30 minutes. - dimanches et jours fériés : de 13 h 50 à 19 h 35 avec un passage toutes les 60 minutes. - Particularités : - La desserte de Lallaing – Collège n'est effectuée qu'en période scolaire et à certaines heures seulement. - Certains bus ont pour origine ou destination Templerie. - Date de dernière mise à jour : 8 mai 2023. | | | | | | | | |
| 3     | Dernière actualisation : — | | | | | | | | |
| 4     | Douai – Gabriel Fauré ⥋ Dechy – Centre Hospitalier | Douai – Gabriel Fauré ⥋ Dechy – Centre Hospitalier                                                                         | Douai – Gabriel Fauré ⥋ Dechy – Centre Hospitalier                                                                         | Douai – Gabriel Fauré ⥋ Dechy – Centre Hospitalier                                                                         | Douai – Gabriel Fauré ⥋ Dechy – Centre Hospitalier                                                                         | Douai – Gabriel Fauré ⥋ Dechy – Centre Hospitalier                                                                         | Douai – Gabriel Fauré ⥋ Dechy – Centre Hospitalier                                                                         | Douai – Gabriel Fauré ⥋ Dechy – Centre Hospitalier                                                                         | Douai – Gabriel Fauré ⥋ Dechy – Centre Hospitalier                                                                         |
| 4     | Ouverture / Fermeture 4 janvier 2022 / — | Longueur 9,7 km | Durée 30-35 min | Nb. d’arrêts 19 | Matériel Citaro C2 Urbanway 12 Urbanway 12 GNV                                                                             | Jours de fonctionnement L, Ma, Me, J, V, S                                                                                 | Jour / Soir / Nuit / Fêtes O / N / N / N                                                                                   | Voy. / an — | Exploitant STAD |
| 4     | Desserte : - Communes : Douai – Sin-le-Noble – Dechy - Principaux lieux desservis : Pôle Emploi Douai, Parc des expositions Gayant Expo, Gare de Douai, Institution Saint-Jean, Place d'Armes, Centre-ville de Douai, Place du Barlet, Parc Charles Bertin, Piscine des Glacis, Collège André Streinger, Zone industrielle du Râquet, Boulodrome du Douaisis, Centre aquatique Sourcéane, Écoquartier du Râquet, Lycée Arthur Rimbaud, Centre commercial Auchan Sin-le-Noble, Centre hospitalier de Douai. - Arrêts non accessibles aux personnes à mobilité réduite : Gabriel Fauré, Gayant Expo, Barlet (direction Gabriel Fauré), Résidence d'Aoust, Église du Raquet, Le Raquet, Boulodrome, Sourcéane. | | | | | | | | |
| 4     | Autre : - Amplitude horaire et fréquence : - du lundi au vendredi en période scolaire : de 6 h 0 à 19 h 50 avec un passage toutes les 40 à 45 minutes. - samedis scolaires et du lundi au samedi pendant les vacances scolaires : de 6 h 0 à 19 h 50 avec un passage toutes les 85 minutes le matin et toutes les 45 minutes l'après-midi. - Particularités : - Certaines courses ne circulent pas durant les vacances estivales. - Date de dernière mise à jour : 8 mai 2023. | | | | | | | | |
| 4     | Dernière actualisation : — | | | | | | | | |
| 5     | Flers-en-Escrebieux – Centre Commercial ⥋ Dechy – Iris / Dechy – Albert Einstein | Flers-en-Escrebieux – Centre Commercial ⥋ Dechy – Iris / Dechy – Albert Einstein                                           | Flers-en-Escrebieux – Centre Commercial ⥋ Dechy – Iris / Dechy – Albert Einstein                                           | Flers-en-Escrebieux – Centre Commercial ⥋ Dechy – Iris / Dechy – Albert Einstein                                           | Flers-en-Escrebieux – Centre Commercial ⥋ Dechy – Iris / Dechy – Albert Einstein                                           | Flers-en-Escrebieux – Centre Commercial ⥋ Dechy – Iris / Dechy – Albert Einstein                                           | Flers-en-Escrebieux – Centre Commercial ⥋ Dechy – Iris / Dechy – Albert Einstein                                           | Flers-en-Escrebieux – Centre Commercial ⥋ Dechy – Iris / Dechy – Albert Einstein                                           | Flers-en-Escrebieux – Centre Commercial ⥋ Dechy – Iris / Dechy – Albert Einstein                                           |
| 5     | Ouverture / Fermeture — / — | Longueur 17,7 km | Durée 50 min | Nb. d’arrêts 39 | Matériel Citaro C2 Urbanway 12 Urbanway 12 GNV                                                                             | Jours de fonctionnement L, Ma, Me, J, V, S, D                                                                              | Jour / Soir / Nuit / Fêtes O / N / N / O                                                                                   | Voy. / an — | Exploitant STAD |
| 5     | Desserte : - Communes : Flers-en-Escrebieux – Lauwin-Planque – Douai – Sin-le-Noble – Dechy - Principaux lieux desservis : Centre commercial Carrefour Flers-en-Escrebieux, Église de Flers-en-Escrebieux, Cimetière de Flers-en-Escrebieux, Mairie de Flers-en-Escrebieux, Parc Carlos et Marc Dolez, Gare de Pont-de-la-Deûle, Cimetière de Dorignies, Ateliers de recherche IMT Douai, Centre commercial Leclerc Douai, Bowling de Douai, Cinéma Majestic, Sous-préfecture, Lycée Jean-Baptiste Corot, Agence de l'Eau Artois – Picardie, Chambre de commerce et de l'industrie Grand Lille, Cité scolaire Albert Châtelet, Gare de Douai, Institution Saint-Jean, Centre-ville de Douai, Place d'Armes, Cimetière principal de Douai, Centre-ville de Sin-le-Noble, Mairie de Sin-le-Noble, Collège Anatole France, Centre-ville de Dechy, Mairie de Dechy, Collège Paul Langevin, Zone d'activités du Luc. - Arrêts non accessibles aux personnes à mobilité réduite : Hirondelle (direction Flers-en-Escrebieux), Flers-en-Escrebieux – Église, Barbusse, Flers-en-Escrebieux – Mairie (direction Flers-en-Escrebieux), Boury, Maurice Dapvril, Mouchonnière (direction Flers-en-Escrebieux), Baillencourt (direction Flers-en-Escrebieux), Sin-le-Noble – Monument (direction Flers-en-Escrebieux), Pescron (direction Flers-en-Escrebieux), Audegon (direction Dechy), Semail, Rue du 8 Mai, Rue des Poilus, Pablo Neruda, Albert Einstein. | | | | | | | | |
| 5     | Autre : - Amplitude horaire et fréquence : - du lundi au samedi en période scolaire : de 6 h 10 à 20 h 0 avec un passage toutes les 45 à 60 minutes. - du lundi au samedi pendant les vacances scolaires : de 6 h 15 à 20 h 0 avec un passage toutes les 50 à 60 minutes. - dimanches et jours fériés : de 13 h 20 à 19 h 45 avec un passage toutes les 2 heures en moyenne. - Particularités : - Certaines courses ont pour origine ou destination Dechy – Iris. - Date de dernière mise à jour : 8 mai 2023. | | | | | | | | |
| 5     | Dernière actualisation : — | | | | | | | | |
| 6     | Roost-Warendin – 4 Pavés ⥋ Cuincy – Closerie / Esquerchin – Motte du Moulin | Roost-Warendin – 4 Pavés ⥋ Cuincy – Closerie / Esquerchin – Motte du Moulin                                                | Roost-Warendin – 4 Pavés ⥋ Cuincy – Closerie / Esquerchin – Motte du Moulin                                                | Roost-Warendin – 4 Pavés ⥋ Cuincy – Closerie / Esquerchin – Motte du Moulin                                                | Roost-Warendin – 4 Pavés ⥋ Cuincy – Closerie / Esquerchin – Motte du Moulin                                                | Roost-Warendin – 4 Pavés ⥋ Cuincy – Closerie / Esquerchin – Motte du Moulin                                                | Roost-Warendin – 4 Pavés ⥋ Cuincy – Closerie / Esquerchin – Motte du Moulin                                                | Roost-Warendin – 4 Pavés ⥋ Cuincy – Closerie / Esquerchin – Motte du Moulin                                                | Roost-Warendin – 4 Pavés ⥋ Cuincy – Closerie / Esquerchin – Motte du Moulin                                                |
| 6     | Ouverture / Fermeture — / — | Longueur 19,3 km | Durée 50-60 min | Nb. d’arrêts 42 | Matériel Citaro C2 Urbanway 12 Urbanway 12 GNV Citaro G C2                                                                 | Jours de fonctionnement L, Ma, Me, J, V, S, D                                                                              | Jour / Soir / Nuit / Fêtes O / N / N / O                                                                                   | Voy. / an — | Exploitant STAD |
| 6     | Desserte : - Communes : Roost-Warendin – Flers-en-Escrebieux – Douai – Cuincy – Esquerchin - Principaux lieux desservis : Château de Bernicourt, Collège Docteur Schaffner Zone d'activités Le Chevalement, Stade Belleforière, Terril de Roost-Warendin, Zone d'activités Belleforière, Collège André Canivez, Sous-préfecture, Cinéma Majestic, Lycée Jean-Baptiste Corot, Chambre de commerce et de l'industrie Grand Lille, Agence de l'eau Artois – Picardie, Cité scolaire Albert Châtelet, Place d'Armes, Centre-ville de Douai, Porte d'Arras, Université d'Artois – Faculté de Droit, École des Mines de Douai, Complexe sportif Roger Couderc, Cimetière de Cuincy, Mairie de Cuincy, Mairie d'Esquerchin, Cimetière d'Esquerchin. - Arrêts non accessibles aux personnes à mobilité réduite : 8 Mai (direction Esquerchin), Place du 14 Juillet, Alsace-Lorraine, Rue de Paris, Notre-Dame, Cuincy – Cimetière (direction Esquerchin), Closerie (direction Roost-Warendin), Behague, La Montagne, Esquerchin – Place (direction Esquerchin), Motte du Moulin. | | | | | | | | |
| 6     | Autre : - Amplitude horaire et fréquence : - du lundi au samedi en période scolaire : de 5 h 45 à 20 h 35 avec un passage toutes les 25 à 40 minutes. - du lundi au samedi pendant les vacances scolaires : de 5 h 45 à 20 h 45 avec un passage toutes les 45 à 50 minutes. - dimanches et jours fériés : de 13 h 35 à 19 h 35 avec un passage toutes les 2 heures en moyenne. - Particularités : - La desserte d'Esquerchin n'est effectuée qu'à certaines heures. - Date de dernière mise à jour : 8 mai 2023. | | | | | | | | |
| 6     | Dernière actualisation : — | | | | | | | | |
| 7     | Douai – Place De Gaulle ⥋ Raimbeaucourt – Hélène Borel | Douai – Place De Gaulle ⥋ Raimbeaucourt – Hélène Borel                                                                     | Douai – Place De Gaulle ⥋ Raimbeaucourt – Hélène Borel                                                                     | Douai – Place De Gaulle ⥋ Raimbeaucourt – Hélène Borel                                                                     | Douai – Place De Gaulle ⥋ Raimbeaucourt – Hélène Borel                                                                     | Douai – Place De Gaulle ⥋ Raimbeaucourt – Hélène Borel                                                                     | Douai – Place De Gaulle ⥋ Raimbeaucourt – Hélène Borel                                                                     | Douai – Place De Gaulle ⥋ Raimbeaucourt – Hélène Borel                                                                     | Douai – Place De Gaulle ⥋ Raimbeaucourt – Hélène Borel                                                                     |
| 7     | Ouverture / Fermeture — / — | Longueur 18,1 km | Durée 35-40 min | Nb. d’arrêts 32 | Matériel Urbino 12 Urbino 18 Citaro C2                                                                                     | Jours de fonctionnement L, Ma, Me, J, V, S, D                                                                              | Jour / Soir / Nuit / Fêtes O / N / N / O                                                                                   | Voy. / an — | Exploitant Autocars Douaisiens                                                                                             |
| 7     | Desserte : - Communes : Douai – Waziers – Roost-Warendin – Raimbeaucourt - Principaux lieux desservis : Place d'Armes, Centre-ville de Douai Institution Saint-Jean, Chambre de commerce et de l'industrie Grand Lille, Agence de l'eau Artois – Picardie, Commissariat de Douai, CPAM de Lille – Douai, Banque de France, Centre des finances publiques de Douai, Parc des expositions Gayant Expo, Parc Jacques Vernier, Lycée Paul Langevin, Zone industrielle Dorignies, Chambre des métiers et de l'artisanat, Douaisis Agglo, Zone d'activités Belleforière, Stade Belleforière, Zone d'activités Le Chevalement, Collège Docteur Schaffner, Château de Bernicourt, Cimetière de Roost-Warendin, Mairie de Roost-Warendin, Crématorium de Roost-Warendin, Cité des Boussinières, Mairie de Raimbeaucourt, Cimetière de Raimbeaucourt, Centre Hélène Borel. - Arrêts non accessibles aux personnes à mobilité réduite : Arsenal (direction Douai), Gayant Expo, Scarpe (direction Douai), Caullery, Z.I. Dorignies, Communauté d'Agglo, CAD (direction Douai), Les Loups, Roost-Warendin – Commerce, Ceton, Anatole France, Roost-Warendin – Place, Site Funéraire, Roost-Warendin – Calvaire, Raimbeaucourt – Transformateur, Pasteur, Chapelle Malbois, Raimbeaucourt – Place (direction Raimbeaucourt), Edwigières, Château. | | | | | | | | |
| 7     | Autre : - Amplitude horaire et fréquence : - du lundi au samedi en période scolaire : de 5 h 45 à 19 h 55 avec un passage toutes les 40 minutes en moyenne. - du lundi au samedi pendant les vacances scolaires : de 5 h 45 à 19 h 55 avec un passage toutes les 60 à 90 minutes. - dimanches et jours fériés : de 13 h 50 à 18 h 55 avec un passage toutes les 75 minutes. - Particularités : - Les dessertes de Ceton et Z.I. Dorignies sont effectuées à certaines heures seulement en semaine mais n'est pas effectuée les dimanches et jours fériés. - Date de dernière mise à jour : 8 mai 2023. | | | | | | | | |
| 7     | Dernière actualisation : — | | | | | | | | |
| 12    | Dechy – Centre Hospitalier ⥋ Somain – Gare | Dechy – Centre Hospitalier ⥋ Somain – Gare                                                                                 | Dechy – Centre Hospitalier ⥋ Somain – Gare                                                                                 | Dechy – Centre Hospitalier ⥋ Somain – Gare                                                                                 | Dechy – Centre Hospitalier ⥋ Somain – Gare                                                                                 | Dechy – Centre Hospitalier ⥋ Somain – Gare                                                                                 | Dechy – Centre Hospitalier ⥋ Somain – Gare                                                                                 | Dechy – Centre Hospitalier ⥋ Somain – Gare                                                                                 | Dechy – Centre Hospitalier ⥋ Somain – Gare                                                                                 |
| 12    | Ouverture / Fermeture — / — | Longueur 22,2 km | Durée 45-50 min | Nb. d’arrêts 39 | Matériel GX 327 Urbino 12 Citaro C2                                                                                        | Jours de fonctionnement L, Ma, Me, J, V, S, D                                                                              | Jour / Soir / Nuit / Fêtes O / N / N / O                                                                                   | Voy. / an — | Exploitant Lolli |
| 12    | Desserte : - Communes : Dechy – Sin-le-Noble – Guesnain – Loffre – Montigny-en-Ostrevent – Pecquencourt – Bruille-lez-Marchiennes – Somain - Principaux lieux desservis : Centre hospitalier de Douai, Centre commercial Auchan Sin-le-Noble, Centre aquatique Sourcéane, Écoquartier du Râquet, Lycée Arthur Rimbaud, Complexe sportif Jean Mercier, Collège Paul Langevin, Dépôt STAD, Syndicat Mixte des Transports du Douaisis, Mairie de Guesnain, Cimetière de Guesnain, Mairie de Loffre, Cimetière de Loffre, Gare de Montigny-en-Ostrevent, Lycée professionnel René Cassin, Cité Barrois, Collège Maurice Schumann, Cimetière de Pecquencourt, Mairie de Pecquencourt, Cité de Pecquencourt, Cité Lemay, Cité Sainte-Marie, Complexe sportif Roger Salengro, Collège Victor Hugo, Mairie de Somain, Centre-ville de Somain, Théâtre de Somain, Institut ophtalmique de Somain, Gare de Somain, Collège et lycée Louis Pasteur. - Arrêts non accessibles aux personnes à mobilité réduite : Centre Hospitalier, Sourcéane, Sin-le-Noble – Lycée, Rue des Poilus, Rue du 8 Mai, Semail, Audegon (direction Dechy), Guesnain – Centre, Guesnain – Mairie, Lanvin, Loffre – Calvaire, LEP, Croquet, Riez, Limonaderie, Brasserie, École Désiré Chevalier, Victor Hugo (direction Dechy), Maréchal Leclerc, Somain – Place, Lycée Pasteur. | | | | | | | | |
| 12    | Autre : - Amplitude horaire et fréquence : - du lundi au samedi en période scolaire : de 6 h 20 à 20 h 20 avec un passage toutes les 30 à 40 minutes en heures de pointe et toutes les 60 minutes en heures creuses. - du lundi au samedi pendant les vacances scolaires : de 6 h 20 à 20 h 15 avec un passage toutes les 45 minutes. - dimanches et jours fériés : de 13 h 10 à 20 h 0 avec un passage toutes les 105 minutes. - Particularités : - Les dessertes de Sin-le-Noble – Lycée, Montigny – LEP et Somain – Lycée Pasteur ne sont effectuées qu'à certaines heures en période scolaire. - Date de dernière mise à jour : 8 mai 2023. | | | | | | | | |
| 12    | Dernière actualisation : — | | | | | | | | |
| 13    | Douai – Place De Gaulle ⥋ Dechy – Résidence Desbordes Valmore | Douai – Place De Gaulle ⥋ Dechy – Résidence Desbordes Valmore                                                              | Douai – Place De Gaulle ⥋ Dechy – Résidence Desbordes Valmore                                                              | Douai – Place De Gaulle ⥋ Dechy – Résidence Desbordes Valmore                                                              | Douai – Place De Gaulle ⥋ Dechy – Résidence Desbordes Valmore                                                              | Douai – Place De Gaulle ⥋ Dechy – Résidence Desbordes Valmore                                                              | Douai – Place De Gaulle ⥋ Dechy – Résidence Desbordes Valmore                                                              | Douai – Place De Gaulle ⥋ Dechy – Résidence Desbordes Valmore                                                              | Douai – Place De Gaulle ⥋ Dechy – Résidence Desbordes Valmore                                                              |
| 13    | Ouverture / Fermeture — / — | Longueur 12,2 km | Durée 40 min | Nb. d’arrêts 28 | Matériel Citaro C2 Urbanway 12 Urbanway 12 GNV                                                                             | Jours de fonctionnement L, Ma, Me, J, V, S, D                                                                              | Jour / Soir / Nuit / Fêtes O / N / N / O                                                                                   | Voy. / an — | Exploitant STAD |
| 13    | Desserte : - Communes : Douai – Waziers – Sin-le-Noble – Dechy - Principaux lieux desservis : Place d'Armes, Centre-ville de Douai Institution Saint-Jean, Chambre de commerce et de l'industrie Grand Lille, Agence de l'eau Artois – Picardie, Commissariat de Douai, CPAM de Lille – Douai, Banque de France, Centre des finances publiques de Douai, Parc des expositions Gayant Expo, Parc Jacques Vernier, Cité de la Clochette, Cimetière de Sin-le-Noble, Piscine municipale de Sin-le-Noble, Gare de Sin-le-Noble, Écoquartier du Râquet, Lycée Arthur Rimbaud, Complexe sportif Jean Mercier, Centre commercial Auchan Sin-le-Noble, Centre hospitalier de Douai, Résidence Marceline Desbordes Valmore. - Arrêts non accessibles aux personnes à mobilité réduite : Arsenal (direction Douai), La Clochette, Allée J, Cité Dincq, Lamendin, Sin-le-Noble – Monument (direction Douai), Pescron (direction Douai), Sucrerie, Sin-le-Noble – Gare (direction Dechy), Langevin, Crèche, Sin-le-Noble – Lycée, Centre Hospitalier. | | | | | | | | |
| 13    | Autre : - Amplitude horaire et fréquence : - du lundi au samedi en période scolaire : de 6 h 10 à 20 h 40 avec un passage toutes les 30 à 35 minutes. - du lundi au samedi pendant les vacances scolaires : de 6 h 10 à 20 h 35 avec un passage toutes les 60 minutes. - dimanches et jours fériés : de 13 h 50 à 19 h 30 avec un passage toutes les 90 minutes. - Date de dernière mise à jour : 8 mai 2023. | | | | | | | | |
| 13    | Dernière actualisation : — | | | | | | | | |
| 14    | Douai – Lycée Élisa Lemonnier ⥋ Lambres-lez-Douai – Saint-Amé | Douai – Lycée Élisa Lemonnier ⥋ Lambres-lez-Douai – Saint-Amé                                                              | Douai – Lycée Élisa Lemonnier ⥋ Lambres-lez-Douai – Saint-Amé                                                              | Douai – Lycée Élisa Lemonnier ⥋ Lambres-lez-Douai – Saint-Amé                                                              | Douai – Lycée Élisa Lemonnier ⥋ Lambres-lez-Douai – Saint-Amé                                                              | Douai – Lycée Élisa Lemonnier ⥋ Lambres-lez-Douai – Saint-Amé                                                              | Douai – Lycée Élisa Lemonnier ⥋ Lambres-lez-Douai – Saint-Amé                                                              | Douai – Lycée Élisa Lemonnier ⥋ Lambres-lez-Douai – Saint-Amé                                                              | Douai – Lycée Élisa Lemonnier ⥋ Lambres-lez-Douai – Saint-Amé                                                              |
| 14    | Ouverture / Fermeture — / — | Longueur 11,5 km | Durée 35 min | Nb. d’arrêts 27 | Matériel Citaro C2 Urbanway 12 Urbanway 12 GNV Citaro G C2                                                                 | Jours de fonctionnement L, Ma, Me, J, V, S                                                                                 | Jour / Soir / Nuit / Fêtes O / N / N / N                                                                                   | Voy. / an — | Exploitant STAD |
| 14    | Desserte : - Communes : Douai – Lambres-lez-Douai – Courchelettes - Principaux lieux desservis : Piscine Tournesol Beausoleil, École régionale du 1er degré Bateliers & forains, Lycée Polyvalent Élisa Lemonnier, Sous-préfecture, Cinéma Majestic, Lycée Jean-Baptiste Corot, Agence de l'Eau Artois – Picardie, Chambre de commerce et de l'industrie Grand Lille, Cité scolaire Albert Châtelet, Institution Saint-Jean, Place d'Armes, Centre-ville de Douai, Complexe sportif Gayant, Mairie de Courchelettes, Cimetière de Courchelettes, Mairie de Lambres-lez-Douai, Collège André Malraux, Clinique Saint-Amé. - Arrêts non accessibles aux personnes à mobilité réduite : Lycée Élisa Lemonnier, Maison des Élèves, Coubertin, Résidence Gayant (direction Lambres-lez-Douai), Rue de Lambres, Jemeppes (direction Lambres-lez-Douai), Rue de Douai, Lambres-lez-Douai – Jaurès, Lambres-lez-Douai – Passage à Niveau (direction Lambres-lez-Douai), Pompadour, Marlettes (direction Douai), Courchelettes – Mairie (direction Lambres-lez-Douai), Axter, Courchelettes – Stade, Tennis, Lambres-lez-Douai – Mairie, Lambres-lez-Douai – Église (direction Lambres-lez-Douai). | | | | | | | | |
| 14    | Autre : - Amplitude horaire et fréquence : - du lundi au samedi en période scolaire : de 5 h 55 à 19 h 55 avec un passage toutes les 45 à 50 minutes. - du lundi au samedi pendant les vacances scolaires : de 6 h 0 à 19 h 55 avec un passage toutes les 90 à 100 minutes. - Particularités : - La desserte de Collège Malraux n'est effectuée qu'à certaines heures en période scolaire. - Date de dernière mise à jour : 14 mai 2025. | | | | | | | | |
| 14    | Dernière actualisation : — | | | | | | | | |
| 15    | Douai – De Lattre de Tassigny ⥋ Douai – Arsenal | Douai – De Lattre de Tassigny ⥋ Douai – Arsenal                                                                            | Douai – De Lattre de Tassigny ⥋ Douai – Arsenal                                                                            | Douai – De Lattre de Tassigny ⥋ Douai – Arsenal                                                                            | Douai – De Lattre de Tassigny ⥋ Douai – Arsenal                                                                            | Douai – De Lattre de Tassigny ⥋ Douai – Arsenal                                                                            | Douai – De Lattre de Tassigny ⥋ Douai – Arsenal                                                                            | Douai – De Lattre de Tassigny ⥋ Douai – Arsenal                                                                            | Douai – De Lattre de Tassigny ⥋ Douai – Arsenal                                                                            |
| 15    | Ouverture / Fermeture — / — | Longueur 13,4 km | Durée 40 min | Nb. d’arrêts 31 | Matériel Citaro C2 Urbanway 12                                                                                             | Jours de fonctionnement L, Ma, Me, J, V, S                                                                                 | Jour / Soir / Nuit / Fêtes O / N / N / N                                                                                   | Voy. / an — | Exploitant STAD |
| 15    | Desserte : - Communes : Douai – Cuincy – Lambres-lez-Douai - Principaux lieux desservis : Collège Jules Ferry, Mairie de Cuincy, Maison d'arrêt de Douai – Cuincy, École des Mines de Douai, Porte d'Arras, 41e régiment de transmissions, Clinique Saint-Amé, Collège André Malraux, Mairie de Lambres-lez-Douai, Complexe sportif Gayant, Place d'Armes, Centre-ville de Douai Institution Saint-Jean, Chambre de commerce et de l'industrie Grand Lille, Agence de l'eau Artois – Picardie, Commissariat de Douai, CPAM de Lille – Douai. - Arrêts non accessibles aux personnes à mobilité réduite : Brossolette, Lambres-lez-Douai – Mairie, Lambres-lez-Douai – Église (direction De Lattre de Tassigny), Jaurès, Rue de Douai, Jemeppes (direction De Lattre de Tassigny), Rue de Lambres, Résidence Gayant (direction De Lattre de Tassigny), Coubertin, Maison des Élèves, Arsenal (direction De Lattre de Tassigny). | | | | | | | | |
| 15    | Autre : - Amplitude horaire et fréquence : - du lundi au samedi en période scolaire : de 6 h 25 à 19 h 50 avec un passage toutes les 60 minutes. - du lundi au samedi pendant les vacances scolaires : de 6 h 30 à 20 h 20 avec un passage toutes les 105 minutes. - Particularités : - La desserte de Jules Ferry et Cuincy – Église n'est effectuée qu'une à deux fois par jour en période scolaire. - Durant les vacances scolaires, le dernier départ de De Lattre de Tassigny a pour terminus Place De Gaulle. - Date de dernière mise à jour : 8 mai 2023. | | | | | | | | |
| 15    | Dernière actualisation : — | | | | | | | | |
| 16    | Douai – Place De Gaulle ⥋ Flines-lez-Raches – Le Cattelet | Douai – Place De Gaulle ⥋ Flines-lez-Raches – Le Cattelet                                                                  | Douai – Place De Gaulle ⥋ Flines-lez-Raches – Le Cattelet                                                                  | Douai – Place De Gaulle ⥋ Flines-lez-Raches – Le Cattelet                                                                  | Douai – Place De Gaulle ⥋ Flines-lez-Raches – Le Cattelet                                                                  | Douai – Place De Gaulle ⥋ Flines-lez-Raches – Le Cattelet                                                                  | Douai – Place De Gaulle ⥋ Flines-lez-Raches – Le Cattelet                                                                  | Douai – Place De Gaulle ⥋ Flines-lez-Raches – Le Cattelet                                                                  | Douai – Place De Gaulle ⥋ Flines-lez-Raches – Le Cattelet                                                                  |
| 16    | Ouverture / Fermeture — / — | Longueur 16,6 km | Durée 35-40 min | Nb. d’arrêts 24 | Matériel Urbino 12 Citaro C2                                                                                               | Jours de fonctionnement L, Ma, Me, J, V, S                                                                                 | Jour / Soir / Nuit / Fêtes O / N / N / N                                                                                   | Voy. / an — | Exploitant Autocars Douaisiens                                                                                             |
| 16    | Desserte : - Communes : Douai – Waziers – Râches – Anhiers – Flines-lez-Raches - Principaux lieux desservis : Place d'Armes, Centre-ville de Douai Institution Saint-Jean, Chambre de commerce et de l'industrie Grand Lille, Agence de l'eau Artois – Picardie, Commissariat de Douai, CPAM de Lille – Douai, Banque de France, Centre des finances publiques de Douai, Parc des expositions Gayant Expo, Parc Jacques Vernier, Lycée Paul Langevin, Zone d'activités du Bas Terroir, Collège Gayant, Musée archéologique Arkéos, Orionis Planétarium du Douaisis, Mairie de Râches, Cimetière de Râches, Mer de Flines, Mairie de Flines-lez-Raches, Collège Jean Moulin. - Arrêts non accessibles aux personnes à mobilité réduite : Arsenal (direction Douai), Gayant Expo, Douai – Transformateur (direction Douai), Le Pont (direction Douai), Rue de Baillon, Route de Flines, Montreuil, Péri, Dulieu, Chanteclerc, Brossolette, Église du Cattelet, Grand'Rue, Le Cattelet. | | | | | | | | |
| 16    | Autre : - Amplitude horaire et fréquence : - du lundi au samedi : de 5 h 55 à 20 h 15 avec 9 départs de Douai et 10 départs de Flines-lez-Raches répartis tout au long de la journée. - Particularités : - La desserte de Flines-lez-Raches – Collège n'est effectuée que le matin en période scolaire. - Date de dernière mise à jour : 8 mai 2023. | | | | | | | | |
| 16    | Dernière actualisation : — | | | | | | | | |
| 17    | Anhiers – Route de Flines ⥋ Cuincy – Z.I. Cuincy / Lambres-lez-Douai – Renault | Anhiers – Route de Flines ⥋ Cuincy – Z.I. Cuincy / Lambres-lez-Douai – Renault                                             | Anhiers – Route de Flines ⥋ Cuincy – Z.I. Cuincy / Lambres-lez-Douai – Renault                                             | Anhiers – Route de Flines ⥋ Cuincy – Z.I. Cuincy / Lambres-lez-Douai – Renault                                             | Anhiers – Route de Flines ⥋ Cuincy – Z.I. Cuincy / Lambres-lez-Douai – Renault                                             | Anhiers – Route de Flines ⥋ Cuincy – Z.I. Cuincy / Lambres-lez-Douai – Renault                                             | Anhiers – Route de Flines ⥋ Cuincy – Z.I. Cuincy / Lambres-lez-Douai – Renault                                             | Anhiers – Route de Flines ⥋ Cuincy – Z.I. Cuincy / Lambres-lez-Douai – Renault                                             | Anhiers – Route de Flines ⥋ Cuincy – Z.I. Cuincy / Lambres-lez-Douai – Renault                                             |
| 17    | Ouverture / Fermeture — / — | Longueur 18 km | Durée 40 min | Nb. d’arrêts 31 | Matériel GX 327 Urbino 12 Citaro C2                                                                                        | Jours de fonctionnement L, Ma, Me, J, V, S                                                                                 | Jour / Soir / Nuit / Fêtes O / N / N / N                                                                                   | Voy. / an — | Exploitant Lolli |
| 17    | Desserte : - Communes : Anhiers – Lallaing – Waziers – Sin-le-Noble – Douai – Cuincy – Lambres-lez-Douai - Principaux lieux desservis : Mairie d'Anhiers, Cimetière d'Anhiers, Cité Saint-Joseph, Cimetière de Waziers, Mairie de Waziers, Collège Romain Rolland, Cimetière principal de Douai, Place d'Armes, Centre-ville de Douai, Institution Saint-Jean, École des Mines de Douai, Zone d'activités de la Brayelle, Zone d'activités de la Haute Rive, Usine Renault de Douai. - Arrêts non accessibles aux personnes à mobilité réduite : Route de Flines, Anhiers – Église, Rue des Écoles, Pont Vincourt, Waziers – Mairie (direction Renault), Faidherbe, Frères Martel, Rue de Paris, Cuincy – Chapelle, Z.I. Cuincy, Haute Rive. | | | | | | | | |
| 17    | Autre : - Amplitude horaire et fréquence : - du lundi au samedi en période scolaire : de 7 h 5 à 18 h 50 avec un passage toutes les 60 à 90 minutes. - du lundi au samedi pendant les vacances scolaires : de 7 h 5 à 18 h 45 avec un passage toutes les 105 minutes. - Particularités : - La desserte de Renault n'est effectuée que deux fois par jour. - Certaines courses ont pour destination Douai – Place De Gaulle. - Date de dernière mise à jour : 8 mai 2023. | | | | | | | | |
| 17    | Dernière actualisation : — | | | | | | | | |
| 18    | Auberchicourt – Chaufour ⥋ Hornaing – Cité Heurteau | Auberchicourt – Chaufour ⥋ Hornaing – Cité Heurteau                                                                        | Auberchicourt – Chaufour ⥋ Hornaing – Cité Heurteau                                                                        | Auberchicourt – Chaufour ⥋ Hornaing – Cité Heurteau                                                                        | Auberchicourt – Chaufour ⥋ Hornaing – Cité Heurteau                                                                        | Auberchicourt – Chaufour ⥋ Hornaing – Cité Heurteau                                                                        | Auberchicourt – Chaufour ⥋ Hornaing – Cité Heurteau                                                                        | Auberchicourt – Chaufour ⥋ Hornaing – Cité Heurteau                                                                        | Auberchicourt – Chaufour ⥋ Hornaing – Cité Heurteau                                                                        |
| 18    | Ouverture / Fermeture 2 septembre 2019 / — | Longueur 16 km | Durée 40-45 min | Nb. d’arrêts 26 | Matériel Crossway LE | Jours de fonctionnement L, Ma, Me, J, V, S                                                                                 | Jour / Soir / Nuit / Fêtes O / N / N / N                                                                                   | Voy. / an — | Exploitant Lolli |
| 18    | Desserte : - Communes : Auberchicourt – Aniche – Somain – Fenain – Erre – Hornaing - Principaux lieux desservis : Mairie d'Auberchicourt, Collège Théodore Monod, Salle Pierre de Coubertin, Zone d'activités La Renaissance, Collège Notre-Dame de la Renaissance, Collège et lycée Louis Pasteur, Centre hospitalier de Somain, Gare de Somain, Théâtre de Somain, Institut ophtalmique de Somain, Mairie de Somain, Mairie de Fenain, Mairie d'Erre, Mairie d'Hornaing, Centrale thermique d'Hornaing. | | | | | | | | |
| 18    | Autre : - Amplitude horaire et fréquence : - du lundi au samedi : de 6 h 20 à 20 h 40 avec un passage toutes les 55 à 65 minutes. - Date de dernière mise à jour : 8 mai 2023. | | | | | | | | |
| 18    | Dernière actualisation : — | | | | | | | | |
| 19    | Arleux – Collège Val de la Sensée ⥋ Marchiennes – La Dondaine | Arleux – Collège Val de la Sensée ⥋ Marchiennes – La Dondaine                                                              | Arleux – Collège Val de la Sensée ⥋ Marchiennes – La Dondaine                                                              | Arleux – Collège Val de la Sensée ⥋ Marchiennes – La Dondaine                                                              | Arleux – Collège Val de la Sensée ⥋ Marchiennes – La Dondaine                                                              | Arleux – Collège Val de la Sensée ⥋ Marchiennes – La Dondaine                                                              | Arleux – Collège Val de la Sensée ⥋ Marchiennes – La Dondaine                                                              | Arleux – Collège Val de la Sensée ⥋ Marchiennes – La Dondaine                                                              | Arleux – Collège Val de la Sensée ⥋ Marchiennes – La Dondaine                                                              |
| 19    | Ouverture / Fermeture 2 septembre 2019 / — | Longueur 49,4 km | Durée 90 min | Nb. d’arrêts 57 | Matériel Crossway LE | Jours de fonctionnement L, Ma, Me, J, V, S                                                                                 | Jour / Soir / Nuit / Fêtes O / N / N / N                                                                                   | Voy. / an — | Exploitant Lolli |
| 19    | Desserte : - Communes : Arleux – Bugnicourt – Cantin – Roucourt – Lewarde – Erchin – Villers-au-Tertre – Monchecourt – Auberchicourt – Aniche – Somain – Rieulay – Bruille-lez-Marchiennes – Pecquencourt – Vred – Marchiennes - Principaux lieux desservis : Collège Val de la Sensée, Cimetière d'Arleux, Mairie d'Arleux, Zone d'activités de Bugnicourt, Mairie de Cantin, Gare de Cantin, AFPA de Cantin – Douai, Mairie de Roucourt, Mairie de Lewarde, Communauté de communes Cœur d'Ostrevent, Centre historique minier de Lewarde, Mairie d'Erchin, Mairie de Villers-au-Tertre, Mairie de Monchecourt, Cimetière d'Auberchicourt, Mairie d'Auberchicourt, Collège Théodore Monod, Salle Pierre de Coubertin, Zone d'activités La Renaissance, Collège Notre-Dame de la Renaissance, Collège et lycée Louis Pasteur, Centre hospitalier de Somain, Gare de Somain, Théâtre de Somain, Institut ophtalmique de Somain, Mairie de Somain, Cimetière de Somain, Cité de la Ferme, Cité du Moulin, Cité Beaurepaire, Mairie de Rieulay, Étang de Rieulay, Cité Sainte-Marie, Cité Lemay, Cité de Pecquencourt, Institut d'Anchin, Mairie de Vred, Mairie de Marchiennes. | | | | | | | | |
| 19    | Autre : - Amplitude horaire et fréquence : - du lundi au vendredi en période scolaire : de 6 h 5 à 20 h 35 avec un passage toutes les 60 minutes en moyenne. - samedis scolaires et du lundi au samedi pendant les vacances scolaires : de 6 h 5 à 20 h 25 avec un passage toutes les 70 minutes en moyenne. - Particularités : - Certaines courses ont pour origine ou destination Somain – Gare. - Date de dernière mise à jour : 8 mai 2023. | | | | | | | | |
| 19    | Dernière actualisation : — | | | | | | | | |
| 20    | Somain – Lycée Pasteur / Somain – Gare ⥋ Dechy – Centre Hospitalier / Douai – Place Carnot / Douai – Lycée Élisa Lemonnier | Somain – Lycée Pasteur / Somain – Gare ⥋ Dechy – Centre Hospitalier / Douai – Place Carnot / Douai – Lycée Élisa Lemonnier | Somain – Lycée Pasteur / Somain – Gare ⥋ Dechy – Centre Hospitalier / Douai – Place Carnot / Douai – Lycée Élisa Lemonnier | Somain – Lycée Pasteur / Somain – Gare ⥋ Dechy – Centre Hospitalier / Douai – Place Carnot / Douai – Lycée Élisa Lemonnier | Somain – Lycée Pasteur / Somain – Gare ⥋ Dechy – Centre Hospitalier / Douai – Place Carnot / Douai – Lycée Élisa Lemonnier | Somain – Lycée Pasteur / Somain – Gare ⥋ Dechy – Centre Hospitalier / Douai – Place Carnot / Douai – Lycée Élisa Lemonnier | Somain – Lycée Pasteur / Somain – Gare ⥋ Dechy – Centre Hospitalier / Douai – Place Carnot / Douai – Lycée Élisa Lemonnier | Somain – Lycée Pasteur / Somain – Gare ⥋ Dechy – Centre Hospitalier / Douai – Place Carnot / Douai – Lycée Élisa Lemonnier | Somain – Lycée Pasteur / Somain – Gare ⥋ Dechy – Centre Hospitalier / Douai – Place Carnot / Douai – Lycée Élisa Lemonnier |
| 20    | Ouverture / Fermeture 2 septembre 2019 / — | Longueur 52,1 km | Durée 100-115 min | Nb. d’arrêts 71 | Matériel Crossway LE | Jours de fonctionnement L, Ma, Me, J, V, S                                                                                 | Jour / Soir / Nuit / Fêtes O / N / N / N                                                                                   | Voy. / an — | Exploitant Lolli |
| 20    | Desserte : - Communes : Somain – Bruille-lez-Marchiennes – Ecaillon – Masny – Monchecourt – Fressain – Féchain – Aubigny-au-Bac – Aubencheul-au-Bac – Brunémont – Bugnicourt – Arleux – Estrées – Gœulzin – Férin – Sin-le-Noble – Dechy – Lambres-lez-Douai – Douai - Principaux lieux desservis : Collège et lycée Louis Pasteur, Centre hospitalier de Somain, Gare de Somain, Mairie de Bruille-lez-Marchiennes, Mairie d'Écaillon, Cimetière d'Écaillon, Mairie de Masny, Collège Robert Desnos, Mairie de Monchecourt, Mairie de Fressain, Stade Flamenbaum, Mairie de Féchain, Polissoir de Féchain, Mairie d'Aubigny-au-Bac, Gare d'Aubigny-au-Bac, Loisiparc, Cimetière d'Aubigny-au-Bac, Camping de la Sensée, Marais de Brunémont, Mairie de Brunémont, Cimetière de Brunémont, Gare de Brunémont, Mairie de Bugnicourt, Zone d'activités de Bugnicourt, Mairie d'Arleux, Cimetière d'Arleux, Collège Val de la Sensée, Mairie d'Estrées, Mairie de Gœulzin, Mairie de Férin, Cimetière militaire allemand de Férin, Centre hospitalier de Douai, Lycée Arthur Rimbaud, Complexe sportif Jean Mercier, Centre commercial Auchan Sin-le-Noble, Zone industrielle du Râquet, Piscine des Glacis, Place d'Armes, Centre-ville de Douai, Institution Saint-Jean, Cité scolaire Albert Châtelet, Lycée Jean-Baptiste Corot, Sous-préfecture, Cinéma Majestic, Piscine Tournesol Beausoleil, École régionale du 1er degré Bateliers & forains, Lycée Polyvalent Élisa Lemonnier. | | | | | | | | |
| 20    | Autre : - Amplitude horaire et fréquence : - du lundi au samedi : de 5 h 0 à 20 h 50 avec un passage toutes les 60 minutes en moyenne. - Particularités : - Les samedis, et durant les vacances scolaires, les courses ayant leur origine ou leur destination à Douai – Lycée Élisa Lemonnier sont limitées à Douai – Place Carnot. - La desserte de Sin-le-Noble – Lycée et Somain – Lycée Pasteur n'est effectuée qu'en période scolaire. - La desserte des communes de Brunémont, Aubencheul-au-Bac, Aubigny-au-Bac et Féchain ainsi que des arrêts Perrault et Masny – Épinettes n'est réalisée qu'à certaines heures. - Le premier départ du matin se fait depuis Monchecourt – Mairie. - Date de dernière mise à jour : 14 mai 2025. | | | | | | | | |
| 20    | Dernière actualisation : — | | | | | | | | |
| 21    | Lécluse – Bourrelier ⥋ Dechy – Centre Hospitalier / Douai – Place Carnot / Douai – Lycée Élisa Lemonnier | Lécluse – Bourrelier ⥋ Dechy – Centre Hospitalier / Douai – Place Carnot / Douai – Lycée Élisa Lemonnier                   | Lécluse – Bourrelier ⥋ Dechy – Centre Hospitalier / Douai – Place Carnot / Douai – Lycée Élisa Lemonnier                   | Lécluse – Bourrelier ⥋ Dechy – Centre Hospitalier / Douai – Place Carnot / Douai – Lycée Élisa Lemonnier                   | Lécluse – Bourrelier ⥋ Dechy – Centre Hospitalier / Douai – Place Carnot / Douai – Lycée Élisa Lemonnier                   | Lécluse – Bourrelier ⥋ Dechy – Centre Hospitalier / Douai – Place Carnot / Douai – Lycée Élisa Lemonnier                   | Lécluse – Bourrelier ⥋ Dechy – Centre Hospitalier / Douai – Place Carnot / Douai – Lycée Élisa Lemonnier                   | Lécluse – Bourrelier ⥋ Dechy – Centre Hospitalier / Douai – Place Carnot / Douai – Lycée Élisa Lemonnier                   | Lécluse – Bourrelier ⥋ Dechy – Centre Hospitalier / Douai – Place Carnot / Douai – Lycée Élisa Lemonnier                   |
| 21    | Ouverture / Fermeture 2 septembre 2019 / — | Longueur 23,2 km | Durée 40-50 min | Nb. d’arrêts 34 | Matériel Crossway LE | Jours de fonctionnement L, Ma, Me, J, V, S                                                                                 | Jour / Soir / Nuit / Fêtes O / N / N / N                                                                                   | Voy. / an — | Exploitant Autocars Douaisiens                                                                                             |
| 21    | Desserte : - Communes : Lécluse – Tortequesne – Hamel – Arleux – Cantin – Sin-le-Noble – Dechy – Lambres-lez-Douai – Douai - Principaux lieux desservis : Stade de Lécluse, Mairie de Lécluse, Mairie de Tortequesne, Étang de Lécluse, Stade de Hamel, Mairie de Hamel, Collège Val de la Sensée, Cimetière d'Arleux, Mairie d'Arleux, Gare d'Arleux, Mairie de Cantin, Gare de Cantin, AFPA de Cantin – Douai, Centre hospitalier de Douai, Lycée Arthur Rimbaud, Complexe sportif Jean Mercier, Centre commercial Auchan Sin-le-Noble, Zone industrielle du Râquet, Piscine des Glacis, Place d'Armes, Centre-ville de Douai, Institution Saint-Jean, Cité scolaire Albert Châtelet, Lycée Jean-Baptiste Corot, Sous-préfecture, Cinéma Majestic, Piscine Tournesol Beausoleil, École régionale du 1er degré Bateliers & forains, Lycée Polyvalent Élisa Lemonnier. | | | | | | | | |
| 21    | Autre : - Amplitude horaire et fréquence : - du lundi au samedi : de 6 h 0 à 19 h 55 avec un passage toutes les 60 minutes en moyenne. - Particularités : - Les samedis, et durant les vacances scolaires, les courses ayant leur origine ou leur destination à Douai – Lycée Élisa Lemonnier sont limitées à Douai – Place Carnot. - La desserte de Sin-le-Noble – Lycée n'est effectuée qu'en période scolaire. - Date de dernière mise à jour : 14 mai 2025. | | | | | | | | |
| 21    | Dernière actualisation : — | | | | | | | | |

### Navette du centre-ville
La navette du centre-ville de Douai est appelée Binbin en référence à l'enfant des géants Gayant. C'est une ligne circulaire circulant traversant l'hyper centre de Douai.
| Ligne  | Caractéristiques | Caractéristiques                                                                                                   | Caractéristiques                                                                                                   | Caractéristiques                                                                                                   | Caractéristiques                                                                                                   | Caractéristiques                                                                                                   | Caractéristiques                                                                                                   | Caractéristiques                                                                                                   | Caractéristiques                                                                                                   |
| Binbin | Binbin – La navette du centre-ville de Douai | Binbin – La navette du centre-ville de Douai                                                                       | Binbin – La navette du centre-ville de Douai                                                                       | Binbin – La navette du centre-ville de Douai                                                                       | Binbin – La navette du centre-ville de Douai                                                                       | Binbin – La navette du centre-ville de Douai                                                                       | Binbin – La navette du centre-ville de Douai                                                                       | Binbin – La navette du centre-ville de Douai                                                                       | Binbin – La navette du centre-ville de Douai                                                                       |
| Binbin | (Circulaire) Douai – Place du Barlet ⥋ via Porte d'Arras, Palais de Justice, Gare de Douai, Beffroi, Place d'Armes | (Circulaire) Douai – Place du Barlet ⥋ via Porte d'Arras, Palais de Justice, Gare de Douai, Beffroi, Place d'Armes | (Circulaire) Douai – Place du Barlet ⥋ via Porte d'Arras, Palais de Justice, Gare de Douai, Beffroi, Place d'Armes | (Circulaire) Douai – Place du Barlet ⥋ via Porte d'Arras, Palais de Justice, Gare de Douai, Beffroi, Place d'Armes | (Circulaire) Douai – Place du Barlet ⥋ via Porte d'Arras, Palais de Justice, Gare de Douai, Beffroi, Place d'Armes | (Circulaire) Douai – Place du Barlet ⥋ via Porte d'Arras, Palais de Justice, Gare de Douai, Beffroi, Place d'Armes | (Circulaire) Douai – Place du Barlet ⥋ via Porte d'Arras, Palais de Justice, Gare de Douai, Beffroi, Place d'Armes | (Circulaire) Douai – Place du Barlet ⥋ via Porte d'Arras, Palais de Justice, Gare de Douai, Beffroi, Place d'Armes | (Circulaire) Douai – Place du Barlet ⥋ via Porte d'Arras, Palais de Justice, Gare de Douai, Beffroi, Place d'Armes |
| ------ | --- | --- | --- | --- | --- | --- | --- | --- | --- |
| Binbin | Ouverture / Fermeture — / — | Longueur 5,6 km | Durée 20 min | Nb. d’arrêts 18 | Matériel Sprinter City                                                                                             | Jours de fonctionnement L, Ma, Me, J, V, S                                                                         | Jour / Soir / Nuit / Fêtes O / N / N / N                                                                           | Voy. / an — | Exploitant STAD |
| Binbin | Desserte : - Commune : Douai - Principaux lieux desservis : Place du Barlet, Parc Charles Bertin, Porte d'Arras, Palais de Justice de Douai, Gare de Douai, Beffroi de Douai, Hôtel de ville de Douai, Théâtre à l'italienne de Douai, Place d'Armes. | | | | | | | | |
| Binbin | Autre : - Amplitude horaire et fréquence : - du lundi au samedi en période scolaire : de 6 h 25 à 19 h 40 avec un passage toutes les 15 minutes en moyenne. - du lundi au samedi pendant les vacances scolaires : de 6 h 25 à 19 h 30 avec un passage toutes les 25 minutes en moyenne. - Particularités : - La desserte de Douai – Gare n'est effectuée qu'en heures de pointe. - Date de dernière mise à jour : 8 mai 2023. | | | | | | | | |
| Binbin | Dernière actualisation : — | | | | | | | | |

### Transport à la demande
Le service de transport à la demande Tad'évéole est composé de 22 lignes réparties sur tout le périmètre du réseau Évéole. Ces lignes permettent une desserte des zones peu peuplées et un rabattement vers les lignes régulières du réseau.
| Ligne | Caractéristiques                                                                                       | Caractéristiques                                                           | Caractéristiques                                                           | Caractéristiques                                                           | Caractéristiques                                                           | Caractéristiques                                                           | Caractéristiques                                                           | Caractéristiques                                                           | Caractéristiques                                                           |
| 100   | Auby – Place du 8 Mai ⥋ Auby – Meloni                                                                  | Auby – Place du 8 Mai ⥋ Auby – Meloni                                      | Auby – Place du 8 Mai ⥋ Auby – Meloni                                      | Auby – Place du 8 Mai ⥋ Auby – Meloni                                      | Auby – Place du 8 Mai ⥋ Auby – Meloni                                      | Auby – Place du 8 Mai ⥋ Auby – Meloni                                      | Auby – Place du 8 Mai ⥋ Auby – Meloni                                      | Auby – Place du 8 Mai ⥋ Auby – Meloni                                      | Auby – Place du 8 Mai ⥋ Auby – Meloni                                      |
| ----- | --- | -------------------------------------------------------------------------- | -------------------------------------------------------------------------- | -------------------------------------------------------------------------- | -------------------------------------------------------------------------- | -------------------------------------------------------------------------- | -------------------------------------------------------------------------- | -------------------------------------------------------------------------- | -------------------------------------------------------------------------- |
| 100   | Ouverture / Fermeture — / —                                                                            | Longueur 1,2 km                                                            | Durée 2 min                                                                | Nb. d’arrêts 3                                                             | Matériel —                                                                 | Jours de fonctionnement L, Ma, Me, J, V, S                                 | Jour / Soir / Nuit / Fêtes O / N / N / N                                   | Voy. / an —                                                                | Exploitant STAD                                                            |
| 100   | Desserte : - Commune : Auby                                                                            |                                                                            |                                                                            |                                                                            |                                                                            |                                                                            |                                                                            |                                                                            |                                                                            |
| 100   | Autre : - Date de dernière mise à jour : 8 mai 2023.                                                   |                                                                            |                                                                            |                                                                            |                                                                            |                                                                            |                                                                            |                                                                            |                                                                            |
| 100   | Dernière actualisation : —                                                                             |                                                                            |                                                                            |                                                                            |                                                                            |                                                                            |                                                                            |                                                                            |                                                                            |
| 101   | Auby – Jaurès ⥋ Auby – Asturies                                                                        | Auby – Jaurès ⥋ Auby – Asturies                                            | Auby – Jaurès ⥋ Auby – Asturies                                            | Auby – Jaurès ⥋ Auby – Asturies                                            | Auby – Jaurès ⥋ Auby – Asturies                                            | Auby – Jaurès ⥋ Auby – Asturies                                            | Auby – Jaurès ⥋ Auby – Asturies                                            | Auby – Jaurès ⥋ Auby – Asturies                                            | Auby – Jaurès ⥋ Auby – Asturies                                            |
| 101   | Ouverture / Fermeture — / —                                                                            | Longueur 1,8 km                                                            | Durée 4 min                                                                | Nb. d’arrêts 3                                                             | Matériel —                                                                 | Jours de fonctionnement L, Ma, Me, J, V, S                                 | Jour / Soir / Nuit / Fêtes O / N / N / N                                   | Voy. / an —                                                                | Exploitant STAD                                                            |
| 101   | Desserte : - Commune : Auby                                                                            |                                                                            |                                                                            |                                                                            |                                                                            |                                                                            |                                                                            |                                                                            |                                                                            |
| 101   | Autre : - Date de dernière mise à jour : 8 mai 2023.                                                   |                                                                            |                                                                            |                                                                            |                                                                            |                                                                            |                                                                            |                                                                            |                                                                            |
| 101   | Dernière actualisation : —                                                                             |                                                                            |                                                                            |                                                                            |                                                                            |                                                                            |                                                                            |                                                                            |                                                                            |
| 102   | Waziers – Église ⥋ Sin-le-Noble – Lamendin                                                             | Waziers – Église ⥋ Sin-le-Noble – Lamendin                                 | Waziers – Église ⥋ Sin-le-Noble – Lamendin                                 | Waziers – Église ⥋ Sin-le-Noble – Lamendin                                 | Waziers – Église ⥋ Sin-le-Noble – Lamendin                                 | Waziers – Église ⥋ Sin-le-Noble – Lamendin                                 | Waziers – Église ⥋ Sin-le-Noble – Lamendin                                 | Waziers – Église ⥋ Sin-le-Noble – Lamendin                                 | Waziers – Église ⥋ Sin-le-Noble – Lamendin                                 |
| 102   | Ouverture / Fermeture — / —                                                                            | Longueur 2,5 km                                                            | Durée 4 min                                                                | Nb. d’arrêts 6                                                             | Matériel —                                                                 | Jours de fonctionnement L, Ma, Me, J, V, S                                 | Jour / Soir / Nuit / Fêtes O / N / N / N                                   | Voy. / an —                                                                | Exploitant STAD                                                            |
| 102   | Desserte : - Communes : Waziers – Sin-le-Noble                                                         |                                                                            |                                                                            |                                                                            |                                                                            |                                                                            |                                                                            |                                                                            |                                                                            |
| 102   | Autre : - Date de dernière mise à jour : 8 mai 2023.                                                   |                                                                            |                                                                            |                                                                            |                                                                            |                                                                            |                                                                            |                                                                            |                                                                            |
| 102   | Dernière actualisation : —                                                                             |                                                                            |                                                                            |                                                                            |                                                                            |                                                                            |                                                                            |                                                                            |                                                                            |
| 103   | Douai – Transformateur ⥋ Douai – Templerie                                                             | Douai – Transformateur ⥋ Douai – Templerie                                 | Douai – Transformateur ⥋ Douai – Templerie                                 | Douai – Transformateur ⥋ Douai – Templerie                                 | Douai – Transformateur ⥋ Douai – Templerie                                 | Douai – Transformateur ⥋ Douai – Templerie                                 | Douai – Transformateur ⥋ Douai – Templerie                                 | Douai – Transformateur ⥋ Douai – Templerie                                 | Douai – Transformateur ⥋ Douai – Templerie                                 |
| 103   | Ouverture / Fermeture — / —                                                                            | Longueur 1,5 km                                                            | Durée 3 min                                                                | Nb. d’arrêts 4                                                             | Matériel —                                                                 | Jours de fonctionnement L, Ma, Me, J, V, S                                 | Jour / Soir / Nuit / Fêtes O / N / N / N                                   | Voy. / an —                                                                | Exploitant STAD                                                            |
| 103   | Desserte : - Commune : Douai                                                                           |                                                                            |                                                                            |                                                                            |                                                                            |                                                                            |                                                                            |                                                                            |                                                                            |
| 103   | Autre : - Date de dernière mise à jour : 8 mai 2023.                                                   |                                                                            |                                                                            |                                                                            |                                                                            |                                                                            |                                                                            |                                                                            |                                                                            |
| 103   | Dernière actualisation : —                                                                             |                                                                            |                                                                            |                                                                            |                                                                            |                                                                            |                                                                            |                                                                            |                                                                            |
| 104   | Sin-le-Noble – Rue Neuve ⥋ Sin-le-Noble – Monument                                                     | Sin-le-Noble – Rue Neuve ⥋ Sin-le-Noble – Monument                         | Sin-le-Noble – Rue Neuve ⥋ Sin-le-Noble – Monument                         | Sin-le-Noble – Rue Neuve ⥋ Sin-le-Noble – Monument                         | Sin-le-Noble – Rue Neuve ⥋ Sin-le-Noble – Monument                         | Sin-le-Noble – Rue Neuve ⥋ Sin-le-Noble – Monument                         | Sin-le-Noble – Rue Neuve ⥋ Sin-le-Noble – Monument                         | Sin-le-Noble – Rue Neuve ⥋ Sin-le-Noble – Monument                         | Sin-le-Noble – Rue Neuve ⥋ Sin-le-Noble – Monument                         |
| 104   | Ouverture / Fermeture — / —                                                                            | Longueur 1,5 km                                                            | Durée 3 min                                                                | Nb. d’arrêts 3                                                             | Matériel —                                                                 | Jours de fonctionnement L, Ma, Me, J, V, S                                 | Jour / Soir / Nuit / Fêtes O / N / N / N                                   | Voy. / an —                                                                | Exploitant STAD                                                            |
| 104   | Desserte : - Commune : Sin-le-Noble                                                                    |                                                                            |                                                                            |                                                                            |                                                                            |                                                                            |                                                                            |                                                                            |                                                                            |
| 104   | Autre : - Date de dernière mise à jour : 8 mai 2023.                                                   |                                                                            |                                                                            |                                                                            |                                                                            |                                                                            |                                                                            |                                                                            |                                                                            |
| 104   | Dernière actualisation : —                                                                             |                                                                            |                                                                            |                                                                            |                                                                            |                                                                            |                                                                            |                                                                            |                                                                            |
| 105   | Sin-le-Noble – Pescron ⥋ Dechy – Parc des Renouelles                                                   | Sin-le-Noble – Pescron ⥋ Dechy – Parc des Renouelles                       | Sin-le-Noble – Pescron ⥋ Dechy – Parc des Renouelles                       | Sin-le-Noble – Pescron ⥋ Dechy – Parc des Renouelles                       | Sin-le-Noble – Pescron ⥋ Dechy – Parc des Renouelles                       | Sin-le-Noble – Pescron ⥋ Dechy – Parc des Renouelles                       | Sin-le-Noble – Pescron ⥋ Dechy – Parc des Renouelles                       | Sin-le-Noble – Pescron ⥋ Dechy – Parc des Renouelles                       | Sin-le-Noble – Pescron ⥋ Dechy – Parc des Renouelles                       |
| 105   | Ouverture / Fermeture — / —                                                                            | Longueur 1,5 km                                                            | Durée 3 min                                                                | Nb. d’arrêts 2                                                             | Matériel —                                                                 | Jours de fonctionnement L, Ma, Me, J, V, S                                 | Jour / Soir / Nuit / Fêtes O / N / N / N                                   | Voy. / an —                                                                | Exploitant STAD                                                            |
| 105   | Desserte : - Communes : Sin-le-Noble – Dechy                                                           |                                                                            |                                                                            |                                                                            |                                                                            |                                                                            |                                                                            |                                                                            |                                                                            |
| 105   | Autre : - Date de dernière mise à jour : 8 mai 2023.                                                   |                                                                            |                                                                            |                                                                            |                                                                            |                                                                            |                                                                            |                                                                            |                                                                            |
| 105   | Dernière actualisation : —                                                                             |                                                                            |                                                                            |                                                                            |                                                                            |                                                                            |                                                                            |                                                                            |                                                                            |
| 106   | Aniche – Église ⥋ Aniche – Saint-Gobain                                                                | Aniche – Église ⥋ Aniche – Saint-Gobain                                    | Aniche – Église ⥋ Aniche – Saint-Gobain                                    | Aniche – Église ⥋ Aniche – Saint-Gobain                                    | Aniche – Église ⥋ Aniche – Saint-Gobain                                    | Aniche – Église ⥋ Aniche – Saint-Gobain                                    | Aniche – Église ⥋ Aniche – Saint-Gobain                                    | Aniche – Église ⥋ Aniche – Saint-Gobain                                    | Aniche – Église ⥋ Aniche – Saint-Gobain                                    |
| 106   | Ouverture / Fermeture — / —                                                                            | Longueur 2,3 km                                                            | Durée 6 min                                                                | Nb. d’arrêts 7                                                             | Matériel —                                                                 | Jours de fonctionnement L, Ma, Me, J, V, S                                 | Jour / Soir / Nuit / Fêtes O / N / N / N                                   | Voy. / an —                                                                | Exploitant STAD                                                            |
| 106   | Desserte : - Commune : Aniche                                                                          |                                                                            |                                                                            |                                                                            |                                                                            |                                                                            |                                                                            |                                                                            |                                                                            |
| 106   | Autre : - Date de dernière mise à jour : 8 mai 2023.                                                   |                                                                            |                                                                            |                                                                            |                                                                            |                                                                            |                                                                            |                                                                            |                                                                            |
| 106   | Dernière actualisation : —                                                                             |                                                                            |                                                                            |                                                                            |                                                                            |                                                                            |                                                                            |                                                                            |                                                                            |
| 107   | Roost-Warendin – 4 Pavés ⥋ Raimbeaucourt – Lenne                                                       | Roost-Warendin – 4 Pavés ⥋ Raimbeaucourt – Lenne                           | Roost-Warendin – 4 Pavés ⥋ Raimbeaucourt – Lenne                           | Roost-Warendin – 4 Pavés ⥋ Raimbeaucourt – Lenne                           | Roost-Warendin – 4 Pavés ⥋ Raimbeaucourt – Lenne                           | Roost-Warendin – 4 Pavés ⥋ Raimbeaucourt – Lenne                           | Roost-Warendin – 4 Pavés ⥋ Raimbeaucourt – Lenne                           | Roost-Warendin – 4 Pavés ⥋ Raimbeaucourt – Lenne                           | Roost-Warendin – 4 Pavés ⥋ Raimbeaucourt – Lenne                           |
| 107   | Ouverture / Fermeture — / —                                                                            | Longueur 6,3 km                                                            | Durée 12 min                                                               | Nb. d’arrêts 12                                                            | Matériel —                                                                 | Jours de fonctionnement L, Ma, Me, J, V, S                                 | Jour / Soir / Nuit / Fêtes O / N / N / N                                   | Voy. / an —                                                                | Exploitant STAD                                                            |
| 107   | Desserte : - Communes : Roost-Warendin – Raimbeaucourt                                                 |                                                                            |                                                                            |                                                                            |                                                                            |                                                                            |                                                                            |                                                                            |                                                                            |
| 107   | Autre : - Date de dernière mise à jour : 8 mai 2023.                                                   |                                                                            |                                                                            |                                                                            |                                                                            |                                                                            |                                                                            |                                                                            |                                                                            |
| 107   | Dernière actualisation : —                                                                             |                                                                            |                                                                            |                                                                            |                                                                            |                                                                            |                                                                            |                                                                            |                                                                            |
| 108   | Montigny-en-Ostrevent – Gare ⥋ Écaillon – Place                                                        | Montigny-en-Ostrevent – Gare ⥋ Écaillon – Place                            | Montigny-en-Ostrevent – Gare ⥋ Écaillon – Place                            | Montigny-en-Ostrevent – Gare ⥋ Écaillon – Place                            | Montigny-en-Ostrevent – Gare ⥋ Écaillon – Place                            | Montigny-en-Ostrevent – Gare ⥋ Écaillon – Place                            | Montigny-en-Ostrevent – Gare ⥋ Écaillon – Place                            | Montigny-en-Ostrevent – Gare ⥋ Écaillon – Place                            | Montigny-en-Ostrevent – Gare ⥋ Écaillon – Place                            |
| 108   | Ouverture / Fermeture — / —                                                                            | Longueur 3,7 km                                                            | Durée 9 min                                                                | Nb. d’arrêts 9                                                             | Matériel —                                                                 | Jours de fonctionnement L, Ma, Me, J, V, S                                 | Jour / Soir / Nuit / Fêtes O / N / N / N                                   | Voy. / an —                                                                | Exploitant STAD                                                            |
| 108   | Desserte : - Communes : Montigny-en-Ostrevent – Masny – Écaillon                                       |                                                                            |                                                                            |                                                                            |                                                                            |                                                                            |                                                                            |                                                                            |                                                                            |
| 108   | Autre : - Date de dernière mise à jour : 8 mai 2023.                                                   |                                                                            |                                                                            |                                                                            |                                                                            |                                                                            |                                                                            |                                                                            |                                                                            |
| 108   | Dernière actualisation : —                                                                             |                                                                            |                                                                            |                                                                            |                                                                            |                                                                            |                                                                            |                                                                            |                                                                            |
| 109   | Cuincy – Closerie ⥋ Esquerchin – Clinique                                                              | Cuincy – Closerie ⥋ Esquerchin – Clinique                                  | Cuincy – Closerie ⥋ Esquerchin – Clinique                                  | Cuincy – Closerie ⥋ Esquerchin – Clinique                                  | Cuincy – Closerie ⥋ Esquerchin – Clinique                                  | Cuincy – Closerie ⥋ Esquerchin – Clinique                                  | Cuincy – Closerie ⥋ Esquerchin – Clinique                                  | Cuincy – Closerie ⥋ Esquerchin – Clinique                                  | Cuincy – Closerie ⥋ Esquerchin – Clinique                                  |
| 109   | Ouverture / Fermeture — / —                                                                            | Longueur 3,6 km                                                            | Durée 8 min                                                                | Nb. d’arrêts 6                                                             | Matériel —                                                                 | Jours de fonctionnement L, Ma, Me, J, V, S                                 | Jour / Soir / Nuit / Fêtes O / N / N / N                                   | Voy. / an —                                                                | Exploitant STAD                                                            |
| 109   | Desserte : - Communes : Cuincy – Esquerchin                                                            |                                                                            |                                                                            |                                                                            |                                                                            |                                                                            |                                                                            |                                                                            |                                                                            |
| 109   | Autre : - Date de dernière mise à jour : 8 mai 2023.                                                   |                                                                            |                                                                            |                                                                            |                                                                            |                                                                            |                                                                            |                                                                            |                                                                            |
| 109   | Dernière actualisation : —                                                                             |                                                                            |                                                                            |                                                                            |                                                                            |                                                                            |                                                                            |                                                                            |                                                                            |
| 110   | Flers-en-Escrebieux – Centre Commercial ⥋ Flers-en-Escrebieux – Le Villers                             | Flers-en-Escrebieux – Centre Commercial ⥋ Flers-en-Escrebieux – Le Villers | Flers-en-Escrebieux – Centre Commercial ⥋ Flers-en-Escrebieux – Le Villers | Flers-en-Escrebieux – Centre Commercial ⥋ Flers-en-Escrebieux – Le Villers | Flers-en-Escrebieux – Centre Commercial ⥋ Flers-en-Escrebieux – Le Villers | Flers-en-Escrebieux – Centre Commercial ⥋ Flers-en-Escrebieux – Le Villers | Flers-en-Escrebieux – Centre Commercial ⥋ Flers-en-Escrebieux – Le Villers | Flers-en-Escrebieux – Centre Commercial ⥋ Flers-en-Escrebieux – Le Villers | Flers-en-Escrebieux – Centre Commercial ⥋ Flers-en-Escrebieux – Le Villers |
| 110   | Ouverture / Fermeture — / —                                                                            | Longueur 5 km                                                              | Durée 15 min                                                               | Nb. d’arrêts 3                                                             | Matériel —                                                                 | Jours de fonctionnement L, Ma, Me, J, V, S                                 | Jour / Soir / Nuit / Fêtes O / N / N / N                                   | Voy. / an —                                                                | Exploitant STAD                                                            |
| 110   | Desserte : - Communes : Flers-en-Escrebieux – Lauwin-Planque                                           |                                                                            |                                                                            |                                                                            |                                                                            |                                                                            |                                                                            |                                                                            |                                                                            |
| 110   | Autre : - Date de dernière mise à jour : 8 mai 2023.                                                   |                                                                            |                                                                            |                                                                            |                                                                            |                                                                            |                                                                            |                                                                            |                                                                            |
| 110   | Dernière actualisation : —                                                                             |                                                                            |                                                                            |                                                                            |                                                                            |                                                                            |                                                                            |                                                                            |                                                                            |
| 111   | Courchelettes – Place ⥋ Courchelettes – Grand Carré                                                    | Courchelettes – Place ⥋ Courchelettes – Grand Carré                        | Courchelettes – Place ⥋ Courchelettes – Grand Carré                        | Courchelettes – Place ⥋ Courchelettes – Grand Carré                        | Courchelettes – Place ⥋ Courchelettes – Grand Carré                        | Courchelettes – Place ⥋ Courchelettes – Grand Carré                        | Courchelettes – Place ⥋ Courchelettes – Grand Carré                        | Courchelettes – Place ⥋ Courchelettes – Grand Carré                        | Courchelettes – Place ⥋ Courchelettes – Grand Carré                        |
| 111   | Ouverture / Fermeture — / —                                                                            | Longueur 0,4 km                                                            | Durée 2 min                                                                | Nb. d’arrêts 2                                                             | Matériel —                                                                 | Jours de fonctionnement L, Ma, Me, J, V, S                                 | Jour / Soir / Nuit / Fêtes O / N / N / N                                   | Voy. / an —                                                                | Exploitant STAD                                                            |
| 111   | Desserte : - Commune : Courchelettes                                                                   |                                                                            |                                                                            |                                                                            |                                                                            |                                                                            |                                                                            |                                                                            |                                                                            |
| 111   | Autre : - Date de dernière mise à jour : 8 mai 2023.                                                   |                                                                            |                                                                            |                                                                            |                                                                            |                                                                            |                                                                            |                                                                            |                                                                            |
| 111   | Dernière actualisation : —                                                                             |                                                                            |                                                                            |                                                                            |                                                                            |                                                                            |                                                                            |                                                                            |                                                                            |
| 112   | Aniche – Église ⥋ Pecquencourt – Anchin                                                                | Aniche – Église ⥋ Pecquencourt – Anchin                                    | Aniche – Église ⥋ Pecquencourt – Anchin                                    | Aniche – Église ⥋ Pecquencourt – Anchin                                    | Aniche – Église ⥋ Pecquencourt – Anchin                                    | Aniche – Église ⥋ Pecquencourt – Anchin                                    | Aniche – Église ⥋ Pecquencourt – Anchin                                    | Aniche – Église ⥋ Pecquencourt – Anchin                                    | Aniche – Église ⥋ Pecquencourt – Anchin                                    |
| 112   | Ouverture / Fermeture — / —                                                                            | Longueur 8,8 km                                                            | Durée 17 min                                                               | Nb. d’arrêts 9                                                             | Matériel —                                                                 | Jours de fonctionnement L, Ma, Me, J, V, S                                 | Jour / Soir / Nuit / Fêtes O / N / N / N                                   | Voy. / an —                                                                | Exploitant STAD                                                            |
| 112   | Desserte : - Communes : Aniche – Bruille-lez-Marchiennes – Pecquencourt                                |                                                                            |                                                                            |                                                                            |                                                                            |                                                                            |                                                                            |                                                                            |                                                                            |
| 112   | Autre : - Date de dernière mise à jour : 8 mai 2023.                                                   |                                                                            |                                                                            |                                                                            |                                                                            |                                                                            |                                                                            |                                                                            |                                                                            |
| 112   | Dernière actualisation : —                                                                             |                                                                            |                                                                            |                                                                            |                                                                            |                                                                            |                                                                            |                                                                            |                                                                            |
| 113   | Douai – Centre Commercial ⥋ Lambres-lez-Douai – Cimetière                                              | Douai – Centre Commercial ⥋ Lambres-lez-Douai – Cimetière                  | Douai – Centre Commercial ⥋ Lambres-lez-Douai – Cimetière                  | Douai – Centre Commercial ⥋ Lambres-lez-Douai – Cimetière                  | Douai – Centre Commercial ⥋ Lambres-lez-Douai – Cimetière                  | Douai – Centre Commercial ⥋ Lambres-lez-Douai – Cimetière                  | Douai – Centre Commercial ⥋ Lambres-lez-Douai – Cimetière                  | Douai – Centre Commercial ⥋ Lambres-lez-Douai – Cimetière                  | Douai – Centre Commercial ⥋ Lambres-lez-Douai – Cimetière                  |
| 113   | Ouverture / Fermeture — / —                                                                            | Longueur 2,8 km                                                            | Durée 9 min                                                                | Nb. d’arrêts 5                                                             | Matériel —                                                                 | Jours de fonctionnement L, Ma, Me, J, V, S                                 | Jour / Soir / Nuit / Fêtes O / N / N / N                                   | Voy. / an —                                                                | Exploitant STAD                                                            |
| 113   | Desserte : - Communes : Douai – Lambres-lez-Douai                                                      |                                                                            |                                                                            |                                                                            |                                                                            |                                                                            |                                                                            |                                                                            |                                                                            |
| 113   | Autre : - Date de dernière mise à jour : 8 mai 2023.                                                   |                                                                            |                                                                            |                                                                            |                                                                            |                                                                            |                                                                            |                                                                            |                                                                            |
| 113   | Dernière actualisation : —                                                                             |                                                                            |                                                                            |                                                                            |                                                                            |                                                                            |                                                                            |                                                                            |                                                                            |
| 114   | Sin-le-Noble – Gare ⥋ Sin-le-Noble – Lambres                                                           | Sin-le-Noble – Gare ⥋ Sin-le-Noble – Lambres                               | Sin-le-Noble – Gare ⥋ Sin-le-Noble – Lambres                               | Sin-le-Noble – Gare ⥋ Sin-le-Noble – Lambres                               | Sin-le-Noble – Gare ⥋ Sin-le-Noble – Lambres                               | Sin-le-Noble – Gare ⥋ Sin-le-Noble – Lambres                               | Sin-le-Noble – Gare ⥋ Sin-le-Noble – Lambres                               | Sin-le-Noble – Gare ⥋ Sin-le-Noble – Lambres                               | Sin-le-Noble – Gare ⥋ Sin-le-Noble – Lambres                               |
| 114   | Ouverture / Fermeture — / —                                                                            | Longueur 2,4 km                                                            | Durée 4 min                                                                | Nb. d’arrêts 5                                                             | Matériel —                                                                 | Jours de fonctionnement L, Ma, Me, J, V, S                                 | Jour / Soir / Nuit / Fêtes O / N / N / N                                   | Voy. / an —                                                                | Exploitant STAD                                                            |
| 114   | Desserte : - Commune : Sin-le-Noble                                                                    |                                                                            |                                                                            |                                                                            |                                                                            |                                                                            |                                                                            |                                                                            |                                                                            |
| 114   | Autre : - Date de dernière mise à jour : 8 mai 2023.                                                   |                                                                            |                                                                            |                                                                            |                                                                            |                                                                            |                                                                            |                                                                            |                                                                            |
| 114   | Dernière actualisation : —                                                                             |                                                                            |                                                                            |                                                                            |                                                                            |                                                                            |                                                                            |                                                                            |                                                                            |
| 115   | Monchecourt – Église ⥋ Marcq-en-Ostrevent – Maréchal Foch                                              | Monchecourt – Église ⥋ Marcq-en-Ostrevent – Maréchal Foch                  | Monchecourt – Église ⥋ Marcq-en-Ostrevent – Maréchal Foch                  | Monchecourt – Église ⥋ Marcq-en-Ostrevent – Maréchal Foch                  | Monchecourt – Église ⥋ Marcq-en-Ostrevent – Maréchal Foch                  | Monchecourt – Église ⥋ Marcq-en-Ostrevent – Maréchal Foch                  | Monchecourt – Église ⥋ Marcq-en-Ostrevent – Maréchal Foch                  | Monchecourt – Église ⥋ Marcq-en-Ostrevent – Maréchal Foch                  | Monchecourt – Église ⥋ Marcq-en-Ostrevent – Maréchal Foch                  |
| 115   | Ouverture / Fermeture — / —                                                                            | Longueur 3,8 km                                                            | Durée 5 min                                                                | Nb. d’arrêts 3                                                             | Matériel —                                                                 | Jours de fonctionnement L, Ma, Me, J, V, S                                 | Jour / Soir / Nuit / Fêtes O / N / N / N                                   | Voy. / an —                                                                | Exploitant STAD                                                            |
| 115   | Desserte : - Communes : Monchecourt – Marcq-en-Ostrevent                                               |                                                                            |                                                                            |                                                                            |                                                                            |                                                                            |                                                                            |                                                                            |                                                                            |
| 115   | Autre : - Date de dernière mise à jour : 8 mai 2023.                                                   |                                                                            |                                                                            |                                                                            |                                                                            |                                                                            |                                                                            |                                                                            |                                                                            |
| 115   | Dernière actualisation : —                                                                             |                                                                            |                                                                            |                                                                            |                                                                            |                                                                            |                                                                            |                                                                            |                                                                            |
| 116   | Arleux – Centre ⥋ Arleux – Auberge des Pêcheurs                                                        | Arleux – Centre ⥋ Arleux – Auberge des Pêcheurs                            | Arleux – Centre ⥋ Arleux – Auberge des Pêcheurs                            | Arleux – Centre ⥋ Arleux – Auberge des Pêcheurs                            | Arleux – Centre ⥋ Arleux – Auberge des Pêcheurs                            | Arleux – Centre ⥋ Arleux – Auberge des Pêcheurs                            | Arleux – Centre ⥋ Arleux – Auberge des Pêcheurs                            | Arleux – Centre ⥋ Arleux – Auberge des Pêcheurs                            | Arleux – Centre ⥋ Arleux – Auberge des Pêcheurs                            |
| 116   | Ouverture / Fermeture — / —                                                                            | Longueur 1,1 km                                                            | Durée 2 min                                                                | Nb. d’arrêts 2                                                             | Matériel —                                                                 | Jours de fonctionnement L, Ma, Me, J, V, S                                 | Jour / Soir / Nuit / Fêtes O / N / N / N                                   | Voy. / an —                                                                | Exploitant STAD                                                            |
| 116   | Desserte : - Commune : Arleux                                                                          |                                                                            |                                                                            |                                                                            |                                                                            |                                                                            |                                                                            |                                                                            |                                                                            |
| 116   | Autre : - Date de dernière mise à jour : 8 mai 2023.                                                   |                                                                            |                                                                            |                                                                            |                                                                            |                                                                            |                                                                            |                                                                            |                                                                            |
| 116   | Dernière actualisation : —                                                                             |                                                                            |                                                                            |                                                                            |                                                                            |                                                                            |                                                                            |                                                                            |                                                                            |
| 117   | Fenain – Place ⥋ Fenain – Cité du Rond-Point                                                           | Fenain – Place ⥋ Fenain – Cité du Rond-Point                               | Fenain – Place ⥋ Fenain – Cité du Rond-Point                               | Fenain – Place ⥋ Fenain – Cité du Rond-Point                               | Fenain – Place ⥋ Fenain – Cité du Rond-Point                               | Fenain – Place ⥋ Fenain – Cité du Rond-Point                               | Fenain – Place ⥋ Fenain – Cité du Rond-Point                               | Fenain – Place ⥋ Fenain – Cité du Rond-Point                               | Fenain – Place ⥋ Fenain – Cité du Rond-Point                               |
| 117   | Ouverture / Fermeture — / —                                                                            | Longueur 2,7 km                                                            | Durée 9 min                                                                | Nb. d’arrêts 4                                                             | Matériel —                                                                 | Jours de fonctionnement L, Ma, Me, J, V, S                                 | Jour / Soir / Nuit / Fêtes O / N / N / N                                   | Voy. / an —                                                                | Exploitant STAD                                                            |
| 117   | Desserte : - Commune : Fenain                                                                          |                                                                            |                                                                            |                                                                            |                                                                            |                                                                            |                                                                            |                                                                            |                                                                            |
| 117   | Autre : - Date de dernière mise à jour : 8 mai 2023.                                                   |                                                                            |                                                                            |                                                                            |                                                                            |                                                                            |                                                                            |                                                                            |                                                                            |
| 117   | Dernière actualisation : —                                                                             |                                                                            |                                                                            |                                                                            |                                                                            |                                                                            |                                                                            |                                                                            |                                                                            |
| 118   | Anhiers – Route de Flines ⥋ Lallaing – Pont Vincourt                                                   | Anhiers – Route de Flines ⥋ Lallaing – Pont Vincourt                       | Anhiers – Route de Flines ⥋ Lallaing – Pont Vincourt                       | Anhiers – Route de Flines ⥋ Lallaing – Pont Vincourt                       | Anhiers – Route de Flines ⥋ Lallaing – Pont Vincourt                       | Anhiers – Route de Flines ⥋ Lallaing – Pont Vincourt                       | Anhiers – Route de Flines ⥋ Lallaing – Pont Vincourt                       | Anhiers – Route de Flines ⥋ Lallaing – Pont Vincourt                       | Anhiers – Route de Flines ⥋ Lallaing – Pont Vincourt                       |
| 118   | Ouverture / Fermeture — / —                                                                            | Longueur 3 km                                                              | Durée 5 min                                                                | Nb. d’arrêts 5                                                             | Matériel —                                                                 | Jours de fonctionnement L, Ma, Me, J, V, S                                 | Jour / Soir / Nuit / Fêtes O / N / N / N                                   | Voy. / an —                                                                | Exploitant STAD                                                            |
| 118   | Desserte : - Communes : Anhiers – Lallaing                                                             |                                                                            |                                                                            |                                                                            |                                                                            |                                                                            |                                                                            |                                                                            |                                                                            |
| 118   | Autre : - Date de dernière mise à jour : 8 mai 2023.                                                   |                                                                            |                                                                            |                                                                            |                                                                            |                                                                            |                                                                            |                                                                            |                                                                            |
| 118   | Dernière actualisation : —                                                                             |                                                                            |                                                                            |                                                                            |                                                                            |                                                                            |                                                                            |                                                                            |                                                                            |
| 119   | Bugnicourt – Les Écoles ⥋ Fressain – Monument                                                          | Bugnicourt – Les Écoles ⥋ Fressain – Monument                              | Bugnicourt – Les Écoles ⥋ Fressain – Monument                              | Bugnicourt – Les Écoles ⥋ Fressain – Monument                              | Bugnicourt – Les Écoles ⥋ Fressain – Monument                              | Bugnicourt – Les Écoles ⥋ Fressain – Monument                              | Bugnicourt – Les Écoles ⥋ Fressain – Monument                              | Bugnicourt – Les Écoles ⥋ Fressain – Monument                              | Bugnicourt – Les Écoles ⥋ Fressain – Monument                              |
| 119   | Ouverture / Fermeture — / —                                                                            | Longueur 14,6 km                                                           | Durée 20-25 min                                                            | Nb. d’arrêts 13                                                            | Matériel —                                                                 | Jours de fonctionnement L, Ma, Me, J, V, S                                 | Jour / Soir / Nuit / Fêtes O / N / N / N                                   | Voy. / an —                                                                | Exploitant STAD                                                            |
| 119   | Desserte : - Communes : Bugnicourt – Brunémont – Aubigny-au-Bac – Féchain – Fressain                   |                                                                            |                                                                            |                                                                            |                                                                            |                                                                            |                                                                            |                                                                            |                                                                            |
| 119   | Autre : - Date de dernière mise à jour : 8 mai 2023.                                                   |                                                                            |                                                                            |                                                                            |                                                                            |                                                                            |                                                                            |                                                                            |                                                                            |
| 119   | Dernière actualisation : —                                                                             |                                                                            |                                                                            |                                                                            |                                                                            |                                                                            |                                                                            |                                                                            |                                                                            |
| 120   | Hornaing – Cité Heurteau ⥋ Marchiennes – Collège Marguerite Yourcenar                                  | Hornaing – Cité Heurteau ⥋ Marchiennes – Collège Marguerite Yourcenar      | Hornaing – Cité Heurteau ⥋ Marchiennes – Collège Marguerite Yourcenar      | Hornaing – Cité Heurteau ⥋ Marchiennes – Collège Marguerite Yourcenar      | Hornaing – Cité Heurteau ⥋ Marchiennes – Collège Marguerite Yourcenar      | Hornaing – Cité Heurteau ⥋ Marchiennes – Collège Marguerite Yourcenar      | Hornaing – Cité Heurteau ⥋ Marchiennes – Collège Marguerite Yourcenar      | Hornaing – Cité Heurteau ⥋ Marchiennes – Collège Marguerite Yourcenar      | Hornaing – Cité Heurteau ⥋ Marchiennes – Collège Marguerite Yourcenar      |
| 120   | Ouverture / Fermeture — / —                                                                            | Longueur 7 km                                                              | Durée 15 min                                                               | Nb. d’arrêts 8                                                             | Matériel —                                                                 | Jours de fonctionnement L, Ma, Me, J, V, S                                 | Jour / Soir / Nuit / Fêtes O / N / N / N                                   | Voy. / an —                                                                | Exploitant STAD                                                            |
| 120   | Desserte : - Communes : Hornaing – Wandignies-Hamage – Marchiennes                                     |                                                                            |                                                                            |                                                                            |                                                                            |                                                                            |                                                                            |                                                                            |                                                                            |
| 120   | Autre : - Date de dernière mise à jour : 8 mai 2023.                                                   |                                                                            |                                                                            |                                                                            |                                                                            |                                                                            |                                                                            |                                                                            |                                                                            |
| 120   | Dernière actualisation : —                                                                             |                                                                            |                                                                            |                                                                            |                                                                            |                                                                            |                                                                            |                                                                            |                                                                            |
| 121   | Hornaing – Cité Heurteau ⥋ Marchiennes – Place De Gaulle                                               | Hornaing – Cité Heurteau ⥋ Marchiennes – Place De Gaulle                   | Hornaing – Cité Heurteau ⥋ Marchiennes – Place De Gaulle                   | Hornaing – Cité Heurteau ⥋ Marchiennes – Place De Gaulle                   | Hornaing – Cité Heurteau ⥋ Marchiennes – Place De Gaulle                   | Hornaing – Cité Heurteau ⥋ Marchiennes – Place De Gaulle                   | Hornaing – Cité Heurteau ⥋ Marchiennes – Place De Gaulle                   | Hornaing – Cité Heurteau ⥋ Marchiennes – Place De Gaulle                   | Hornaing – Cité Heurteau ⥋ Marchiennes – Place De Gaulle                   |
| 121   | Ouverture / Fermeture — / —                                                                            | Longueur 11,2 km                                                           | Durée 25 min                                                               | Nb. d’arrêts 14                                                            | Matériel —                                                                 | Jours de fonctionnement L, Ma, Me, J, V, S                                 | Jour / Soir / Nuit / Fêtes O / N / N / N                                   | Voy. / an —                                                                | Exploitant STAD                                                            |
| 121   | Desserte : - Communes : Hornaing – Wandignies-Hamage – Warlaing – Tilloy-lez-Marchiennes – Marchiennes |                                                                            |                                                                            |                                                                            |                                                                            |                                                                            |                                                                            |                                                                            |                                                                            |
| 121   | Autre : - Date de dernière mise à jour : 8 mai 2023.                                                   |                                                                            |                                                                            |                                                                            |                                                                            |                                                                            |                                                                            |                                                                            |                                                                            |
| 121   | Dernière actualisation : —                                                                             |                                                                            |                                                                            |                                                                            |                                                                            |                                                                            |                                                                            |                                                                            |                                                                            |

### Circuits scolaires
En complément des lignes régulières, la desserte des établissements scolaires est effectuée par des circuits scolaires. Ces circuits ne circulent qu'en période scolaire et leurs horaires sont adaptés aux heures d'entrées et de sorties des établissements. L'exploitation est effectuée par la STAD à l'aide d'autobus urbains ou par les entreprises Lolli et Autocars Douaisiens à l'aide d'autocars.

## Anciennes lignes

### Ancien réseau Le TUB du Douaisis
Avant de devenir Évéole et la mise en service du tramway en février 2010, le réseau était composé de 15 lignes régulières et de 22 lignes de transport à la demande appelées TaxiTUB.

#### Lignes régulières

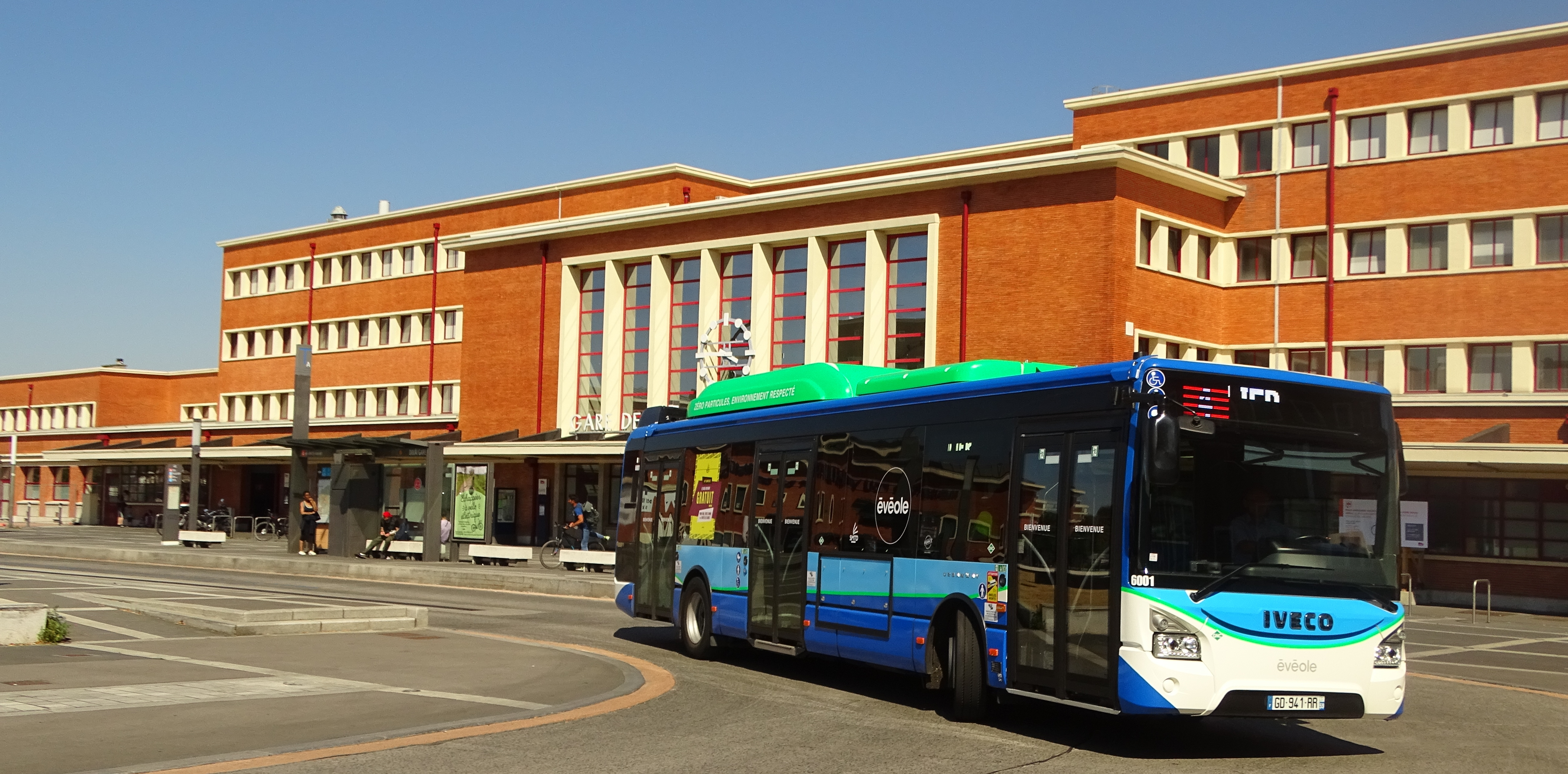
Bus de la ligne 4 devant la gare de Douai.

- 1 : DOUAI Cité Technique / Carnot <> ANICHE Nation
- 2 : DOUAI Carnot <> SIN-LE-NOBLE Lycée
- 3 : DOUAI De Gaulle <> DOUAI FRAIS-MARAIS Templerie
- 4 : DOUAI De Gaulle <> AUBY Bon Air
- 5 : DOUAI De Gaulle <> FLERS-EN-ESCREBIEUX Centre Commercial
- 6 : DOUAI De Gaulle <> FLERS-EN-ESCREBIEUX Château Pasquier
- 7 : DOUAI De Gaulle <> RAIMBEAUCOURT Hélène Borel
- 8 : DOUAI De Gaulle <> CUINCY Closerie
- 9 : DOUAI Carnot <> CUINCY Église / Les Treize
- 10 : DOUAI De Gaulle <> MONTIGNY-EN-OSTREVENT Gare
- 11 : DOUAI Carnot <> PECQUENCOURT Sainte-Marie
- 12 : DECHY Centre Hospitalier <> PECQUENCOURT Sainte-Marie
- 13 : DOUAI De Gaulle <> DECHY Centre Hospitalier
- 14 : DOUAI Carnot <> DOUAI Église du Râquet
- 15 : DOUAI Carnot <> LAMBRES-LEZ-DOUAI Corbineau

#### Transport à la demande Taxi'TUB
- 101 : AUBY Asturies <> AUBY Méloni
- 102 : DOUAI Collège Gayant <> DECHY C.H.D
- 104 : MONTIGNY-EN-OSTREVENT Gare <> CANTIN Église
- 105 : PECQUENCOURT Pont de Vred <> PECQUENCOURT Place
- 106 : MONTIGNY-EN-OSTREVENT Sana <> EMERCHICOURT I.M.E.
- 107 : DOUAI Baillencourt <> RAIMBEAUCOURT Lenne
- 108 : MONTIGNY-EN-OSTREVENT Gare <> MONCHECOURT Pierre Brochu
- 109 : DOUAI Pont d'Esquerchin <> ESQUERCHIN Clinique
- 110 : FLERS-EN-ESCREBIEUX Le Villers <> DOUAI Cité Technique
- 111 : LALLAING Pont Vincourt <> MONTIGNY-EN-OSTREVENT Gare
- 112 : PECQUENCOURT Pont de Vred <> ANICHE Verrerie
- 113 : DOUAI Saint-Waast <> DOUAI Cuvelle
- 114 : PECQUENCOURT Anchin <> AUBERCHICOURT Lebas
- 115 : LEWARDE Place <> ANICHE D'Aoust
- 116 : MASNY Centre Commercial <> ARLEUX Bon Coin
- 117 : CANTIN Église <> ARLEUX Gare
- 118 : LALLAING V 120 <> RAIMBEAUCOURT Hélène Borel
- 119 : FAUMONT Camping <> FAUMONT Rue de la Picterie
- 120 : LÉCLUSE Square Verlaine <> FÉCHAIN Place Verte
- 121 : WAZIERS Église <> WAZIERS Berlioz
- 122 : DOUAI Z.I. Dorignies <> CUINCY Renault
- 123 : DECHY Rue des Poilus <> SIN-LE-NOBLE Place

### Anciennes lignes Évéole
| Ligne | Caractéristiques | Caractéristiques                                                                          | Caractéristiques                                                                          | Caractéristiques                                                                          | Caractéristiques                                                                          | Caractéristiques                                                                          | Caractéristiques                                                                          | Caractéristiques                                                                          | Caractéristiques                                                                          |
| 1     | Guesnain – Bougival ⥋ Aniche – Nation | Guesnain – Bougival ⥋ Aniche – Nation                                                     | Guesnain – Bougival ⥋ Aniche – Nation                                                     | Guesnain – Bougival ⥋ Aniche – Nation                                                     | Guesnain – Bougival ⥋ Aniche – Nation                                                     | Guesnain – Bougival ⥋ Aniche – Nation                                                     | Guesnain – Bougival ⥋ Aniche – Nation                                                     | Guesnain – Bougival ⥋ Aniche – Nation                                                     | Guesnain – Bougival ⥋ Aniche – Nation                                                     |
| ----- | --- | ----------------------------------------------------------------------------------------- | ----------------------------------------------------------------------------------------- | ----------------------------------------------------------------------------------------- | ----------------------------------------------------------------------------------------- | ----------------------------------------------------------------------------------------- | ----------------------------------------------------------------------------------------- | ----------------------------------------------------------------------------------------- | ----------------------------------------------------------------------------------------- |
| 1     | Ouverture / Fermeture — / 2 juillet 2016 | Longueur —                                                                                | Durée —                                                                                   | Nb. d’arrêts 18                                                                           | Matériel Agora L Urbino 18 Citaro G Facelift Citaro G C2                                  | Jours de fonctionnement L, Ma, Me, J, V, S, D                                             | Jour / Soir / Nuit / Fêtes O / N / N / N                                                  | Voy. / an —                                                                               | Exploitant STAD                                                                           |
| 1     | Desserte : - Communes : Guesnain – Lewarde – Masny – Écaillon – Auberchicourt – Aniche - Principaux lieux desservis : Cité de la Malmaison de Guesnain, Mairie de Lewarde, Cité du Garage de Masny, Zone industrielle Saint-René, Mairie d'Auberchicourt, Collège Théodore Monod, Salle Pierre de Coubertin, Mairie d'Aniche, Église d'Aniche, Gymnase Léo Lagrange.        |                                                                                           |                                                                                           |                                                                                           |                                                                                           |                                                                                           |                                                                                           |                                                                                           |                                                                                           |
| 1     | Autre : - Historique : La ligne 1 a été remplacée par la ligne A lors de la mise en service de l'extension vers Aniche. |                                                                                           |                                                                                           |                                                                                           |                                                                                           |                                                                                           |                                                                                           |                                                                                           |                                                                                           |
| 1     | Dernière actualisation : — |                                                                                           |                                                                                           |                                                                                           |                                                                                           |                                                                                           |                                                                                           |                                                                                           |                                                                                           |
| 8     | Dechy – Iris ⥋ Cuincy – Closerie / Esquerchin – Place | Dechy – Iris ⥋ Cuincy – Closerie / Esquerchin – Place                                     | Dechy – Iris ⥋ Cuincy – Closerie / Esquerchin – Place                                     | Dechy – Iris ⥋ Cuincy – Closerie / Esquerchin – Place                                     | Dechy – Iris ⥋ Cuincy – Closerie / Esquerchin – Place                                     | Dechy – Iris ⥋ Cuincy – Closerie / Esquerchin – Place                                     | Dechy – Iris ⥋ Cuincy – Closerie / Esquerchin – Place                                     | Dechy – Iris ⥋ Cuincy – Closerie / Esquerchin – Place                                     | Dechy – Iris ⥋ Cuincy – Closerie / Esquerchin – Place                                     |
| 8     | Ouverture / Fermeture — / 8 mars 2021 | Longueur —                                                                                | Durée 40 min                                                                              | Nb. d’arrêts 30                                                                           | Matériel Agora S Citaro C2                                                                | Jours de fonctionnement L, Ma, Me, J, V, S                                                | Jour / Soir / Nuit / Fêtes O / N / N / N                                                  | Voy. / an —                                                                               | Exploitant STAD                                                                           |
| 8     | Desserte : - Communes : Dechy – Sin-le-Noble – Douai – Cuincy – Esquerchin - Principaux lieux desservis : Institution Saint-Jean, Centre-ville de Douai, Place d'Armes, Cimetière principal de Douai, Centre-ville de Sin-le-Noble, Mairie de Sin-le-Noble, Collège Anatole France, Centre-ville de Dechy, Mairie de Dechy, Collège Paul Langevin, Zone d'activités du Luc. |                                                                                           |                                                                                           |                                                                                           |                                                                                           |                                                                                           |                                                                                           |                                                                                           |                                                                                           |
| 8     | Autre : - Amplitude horaire et fréquence : - du lundi au samedi en période scolaire : de 6 h 15 à 19 h 55 avec un passage toutes les 40 minutes. - du lundi au samedi pendant les vacances scolaires : de 6 h 10 à 19 h 40 avec un passage toutes les 50 à 60 minutes. - Historique : La ligne 8 a été remplacée par les lignes 5 et 6.                                     |                                                                                           |                                                                                           |                                                                                           |                                                                                           |                                                                                           |                                                                                           |                                                                                           |                                                                                           |
| 8     | Dernière actualisation : — |                                                                                           |                                                                                           |                                                                                           |                                                                                           |                                                                                           |                                                                                           |                                                                                           |                                                                                           |
| 23    | Marcq-en-Ostrevent – Maréchal Foch ⥋ Montigny-en-Ostrevent – Gare / Pecquencourt – Anchin | Marcq-en-Ostrevent – Maréchal Foch ⥋ Montigny-en-Ostrevent – Gare / Pecquencourt – Anchin | Marcq-en-Ostrevent – Maréchal Foch ⥋ Montigny-en-Ostrevent – Gare / Pecquencourt – Anchin | Marcq-en-Ostrevent – Maréchal Foch ⥋ Montigny-en-Ostrevent – Gare / Pecquencourt – Anchin | Marcq-en-Ostrevent – Maréchal Foch ⥋ Montigny-en-Ostrevent – Gare / Pecquencourt – Anchin | Marcq-en-Ostrevent – Maréchal Foch ⥋ Montigny-en-Ostrevent – Gare / Pecquencourt – Anchin | Marcq-en-Ostrevent – Maréchal Foch ⥋ Montigny-en-Ostrevent – Gare / Pecquencourt – Anchin | Marcq-en-Ostrevent – Maréchal Foch ⥋ Montigny-en-Ostrevent – Gare / Pecquencourt – Anchin | Marcq-en-Ostrevent – Maréchal Foch ⥋ Montigny-en-Ostrevent – Gare / Pecquencourt – Anchin |
| 23    | Ouverture / Fermeture 2 septembre 2019 / 4 janvier 2021 | Longueur —                                                                                | Durée 35 min                                                                              | Nb. d’arrêts 23                                                                           | Matériel —                                                                                | Jours de fonctionnement L, Ma, Me, J, V, S                                                | Jour / Soir / Nuit / Fêtes O / N / N / N                                                  | Voy. / an —                                                                               | Exploitant Lolli                                                                          |
| 23    | Desserte : - Communes : Marcq-en-Ostrevent – Féchain – Fressain – Masny – Montigny-en-Ostrevent – Pecquencourt - Principaux lieux desservis : |                                                                                           |                                                                                           |                                                                                           |                                                                                           |                                                                                           |                                                                                           |                                                                                           |                                                                                           |
| 23    | Autre : - Amplitude horaire et fréquence : - du lundi au samedi : de 7 h 15 à 18 h 5 avec 3 allers-retours. - Historique : La ligne 23 a été transformé en circuit scolaire par manque de fréquentation. |                                                                                           |                                                                                           |                                                                                           |                                                                                           |                                                                                           |                                                                                           |                                                                                           |                                                                                           |
| 23    | Dernière actualisation : — |                                                                                           |                                                                                           |                                                                                           |                                                                                           |                                                                                           |                                                                                           |                                                                                           |                                                                                           |

## Exploitation du réseau

### Amplitude horaire
Les bus circulent du lundi au samedi de 5 h 0 à 21 h 10 ainsi que les dimanches et jours fériés de 13 h 10 à 20 h 50. Il n'y a pas de circulation le 1er mai.

### Dépôt de Guesnain
Les véhicules exploités par la STAD sont entreposés au dépôt de Guesnain, propriété du SMTD. Ce dépôt est équipé de bureaux pour l'administration, d'un atelier permettant la maintenance des véhicules, d'une station de lavage, de places de stationnement en extérieur et d'une station de compression pour le rechargement des bus au gaz naturel. Le dépôt est situé sur le tracé de la ligne A, au niveau de la station Éluard.

### Matériel roulant
Les autobus urbains sont la propriété du SMTD, ces derniers sont exploités par la STAD. Certains de ces véhicules ont été confiés aux sociétés sous-traitantes Autocars Douaisiens et Lolli pour l'exploitation des lignes 7, 12, 16 et 17. Les véhicules engagés sur les lignes 18, 19, 20 et 21 sont la proprité des entreprises sous-traitantes.

#### Parc actuel SMTD
| Bus et quantité                   | Date de mise en service                                                                                        | Numéros de parc                                         |
| --------------------------------- | --- | ------------------------------------------------------- |
| Minibus (3)                       | |                                                         |
| 3 Mercedes-Benz Sprinter City     | 01/2017 | 171-173                                                 |
| Standards (62)                    | |                                                         |
| 6 Solaris Urbino 12 II            | 01/2004 (34, 35, 37) 12/2005 (51-53)                                                                           | 34, 35, 37 et 51-53                                     |
| 1 Heuliez GX 327                  | 04/2007 | 71                                                      |
| 7 Solaris Urbino 12 III           | 05/2011 | 113-119                                                 |
| 25 Mercedes-Benz Citaro C2        | 12/2013 (134-137) 04/2014 (143-147) 12/2014 (151-154) 10/2016 (161-164) 01/2017 (176 et 177) 08/2019 (190-195) | 134-137, 143-147, 151-154, 161-164, 176, 177 et 190-195 |
| 13 Iveco Bus Crealis 12           | 12/2019 | 200-212                                                 |
| 7 Iveco Bus Urbanway 12           | 09/2020 | 213-219                                                 |
| 2 Iveco Bus Urbanway 12 GNV       | 12/2021 | 6001, 6002                                              |
| Articulés (43)                    | |                                                         |
| 2 Mercedes-Benz Citaro G Facelift | 08/2007 | 72, 73                                                  |
| 5 Solaris Urbino 18 III           | 09/2009 (91, 92) 05/2011 (110-112)                                                                             | 91, 92, 110-112                                         |
| 8 Mercedes-Benz Citaro G C2       | 03/2014 (141 et 142) 01/2017 (174 et 175) 08/2019 (196-199)                                                    | 141, 142, 174, 175 et 196-199                           |
| 16 Mercedes-Benz Citaro G C2 BHNS | 11/2014 | 1401-1416                                               |
| 12 Mercedes-Benz Citaro G C2 NGT  | 12/2021-01/2022                                                                                                | 6003-6014                                               |

#### Ancien matériel
| Bus et quantité        | Date de mise en service                                                                   | Date de réforme                                      | Numéros de parc                            |
| ---------------------- | ----------------------------------------------------------------------------------------- | ---------------------------------------------------- | ------------------------------------------ |
| Minibus (7)            |                                                                                           |                                                      |                                            |
| 4 Gruau Microbus       | 10/2004                                                                                   | 2007                                                 | 44-47                                      |
| 3 Fiat Ducato          | 06/2013-07/2013                                                                           | 2017                                                 | 131-133                                    |
| Midibus (3)            |                                                                                           |                                                      |                                            |
| 3 Heuliez GX 117       | 11/2006                                                                                   |                                                      | 61-63                                      |
| Standards (71)         |                                                                                           |                                                      |                                            |
| 11 Heuliez GX 107      | 01/1989 (881) 08/1989 (891-896) 12/1990 (903-906)                                         |                                                      | 881, 891-896 et 903-906                    |
| 32 Renault R312        | 12/1991 (920-929) 12/1992 (930-934) 01/1994 (941-943) 12/1994 (951-957) 03/1996 (961-967) | 2006 (920-929, 951 et 952)                           | 920-934, 941-943, 951-957 et 961-967       |
| 18 Renault Agora S     | 04/1997 (971-975) 05/1999 (991-993) 02/2000 (01-05) 08/2001 (11-15)                       | 12/2019 (14) 2020 (01, 05, 11, 12) 2021 (03, 15)     | 01-05, 11-15, 971-975 et 991-993           |
| 9 Irisbus Agora S      | 06/2002 (21-25) 08/2003 (31, 33) 01/2004 (41, 42)                                         | 12/2019 (21, 41, 42) 2020 (25, 31) 2021 (22, 23, 24) | 21-25, 31, 33, 41, 42                      |
| 2 Solaris Urbino 12 II | 01/2004 (36, 38)                                                                          | 2021 (36) 03/2022 (38)                               | 36, 38                                     |
| Articulés (26)         |                                                                                           |                                                      |                                            |
| 13 Renault PR 180.2    | 01/1989 (882-884) 08/1989 (897-899) 1990 (901, 902) 06/1991 (911-914) 05/1994 (944)       | 05/1997 (897, 902, 914) 2006 (884)                   | 882-884, 897-899, 901, 902, 911-914 et 944 |
| 2 Renault Agora L      | 08/2001                                                                                   | 12/2019 (17)                                         | 16, 17                                     |
| 2 Irisbus Agora L      | 09/2002                                                                                   | 12/2019 (27) 06/2021 (26)                            | 26, 27                                     |
| 9 APTS Phileas 18 m    | 11/2009                                                                                   | 12/2014                                              | 901, 903-910                               |
| Bi-articulé (1)        |                                                                                           |                                                      |                                            |
| 1 APTS Phileas 24 m    | 05/2010                                                                                   | 12/2014                                              | 902                                        |

## Tarification et financement
Depuis le 1er janvier 2022, le réseau est entièrement gratuit.

## Galerie

### Identité visuelle

Ancien logo du réseau Évéole